# Sacramento
Sacramento – stolica amerykańskiego stanu Kalifornia, siedziba hrabstwa Sacramento. Liczy 470 956 mieszkańców (2012), co czyni je szóstym pod względem wielkości miastem w Kalifornii. Sacramento jest gospodarczym i kulturalnym centrum obszaru metropolitalnego o tej samej nazwie, zamieszkiwanego przez 2 527 123 osób (2009) – czwartego ze względu na wielkość w stanie Kalifornia (ustępując Greater Los Angeles Area, San Francisco Bay Area i San Diego) i dwudziestego drugiego w całych Stanach Zjednoczonych. W 2002 roku magazyn Time uznał Sacramento za najbardziej zintegrowane etnicznie i rasowo miasto amerykańskie.
Miasto leży u zbiegu rzek Sacramento i American, w północnej części Doliny Kalifornijskiej. Sacramento zyskało status miasta w wyniku starań szwajcarskiego imigranta Johna Suttera Sr., jego syna Johna Suttera Jr. oraz przedsiębiorcy Jamesa W. Marshalla. Rozwój tych obszarów następował pierwotnie głównie za sprawą działalności Sutter’s Fort, czyli handlowej i rolniczej kolonii, założonej w 1839 roku. Dzięki szybkiemu wzrostowi, w 1848 roku utworzona została osada, która w roku 1850 zyskała oficjalnie prawa miejskie. W okresie wielkiej gorączki złota w Kalifornii, Sacramento stanowiło strategiczny punkt dystrybucyjny, centrum komercyjne i gospodarcze, miejsce postoju karawan, dyliżansów oraz łodzi rzecznych, a także jeden z przystanków na drodze Pierwszej Kolei Transkontynentalnej; Sacramento dysponowało ponadto telegrafami oraz pocztą konną Pony Express.

## Historia

### Początki: Indianie i hiszpańskie ekspedycje
Obszary współczesnego Sacramento były zamieszkiwane przez ludy indiańskich plemion Nisenan (Southern Maidu) i Miwok na tysiące lat wcześniej, nim dotarli do nich Europejczycy. Pomimo to, Indianie nie pozostawili wielu śladów swojej obecności.
Wedle różnych danych, w roku 1799 lub 1808, hiszpański podróżnik Gabriel Moraga odkrył i nadał nazwy Dolinie Sacramento i rzece Sacramento. Uczestniczący w wyprawie pisarz scharakteryzował te tereny słowami: „Dęby i topole, towarzyszące im winorośla, zawieszone po obu stronach niebieskiego korytarza. Ćwierkające na drzewach ptaki i wielkie ryby widziane przez przezroczyste wody w głębinach. Powietrze było niczym szampan, Spaniards upajali się nim, upajali się otaczającym ich pięknem. Es como el sagrado sacramento! (To jak Najświętszy Sakrament!)”

### Założenie miasta i gorączka złota

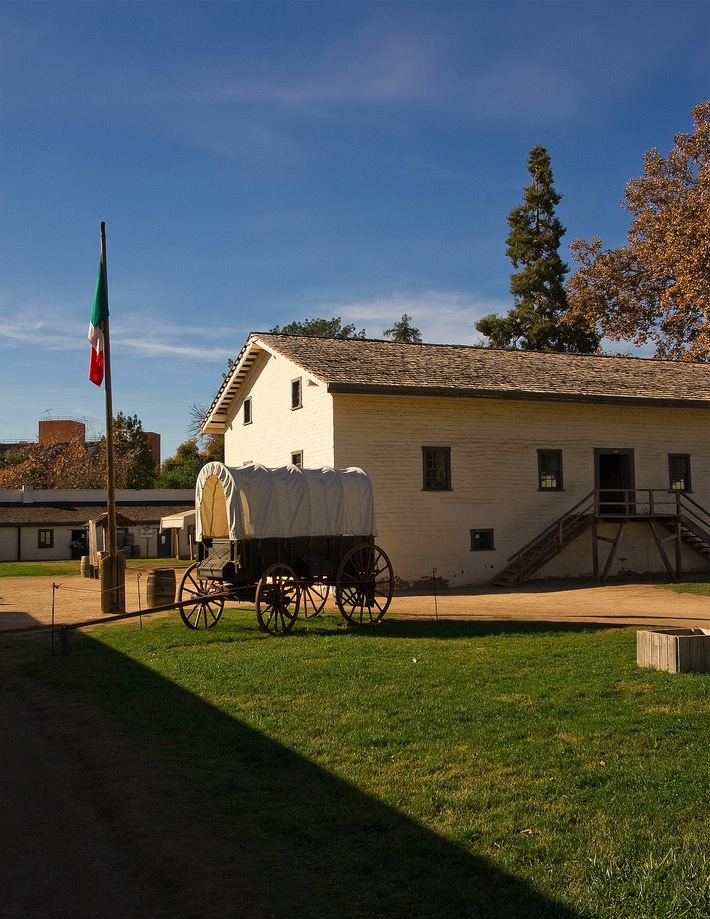
Historyczny Sutter’s Fort w 2009 roku; główny budynek mieścił biura Johna Suttera

W 1839 roku, wśród przybyłych na tereny Sacramento osadników, był Szwajcar John Sutter, który utworzył na miejscu kolonię handlową Sutter’s Fort (pierwotnie znaną jako New Helvetia, czyli „Nowa Szwajcaria”). W 1847 roku Sutter zasadził ponad dwa tysiące drzew owocowych, co zapoczątkowało narodziny rolnictwa w dolinie Sacramento. Rok później, gdy James W. Marshall odkrył złoża złota w kopalni Sutter’s Mill w Colomie (położonej w odległości około 80 kilometrów od fortu), do osady zaczęła napływać duża liczba poszukiwaczy kruszca, zwiększając lokalną populację. John Sutter Jr. dążył do realizacji planów ojca, by przekształcić osadę w miasto; postąpił jednakże wbrew jego zdaniu, bowiem zdecydował się nadać mu nazwę Sacramento, zaczerpniętą od pobliskiej rzeki. W tym celu zatrudnił topografa, Williama H. Warnera, do sporządzenia oficjalnego planu miasta, który objął wówczas 26 ulic z nazwami i 31 ulic numerowanych. Część Sacramento, która została oryginalnie wyznaczona przez Williama Warnera, jest położona nieopodal miejsca, w którym stykają się rzeki Sacramento i Amerykańska.
Mieszkańcy Sacramento zdecydowali o przyjęciu charakteru miejskiego w 1849 roku, co zostało zatwierdzone przez władze stanowe w roku 1850. Sacramento jest najstarszym poddanym inkorporacji miastem Kalifornii (27 lutego 1850 roku). Na początku lat 50. XIX wieku dolina Sacramento była nawiedzana przez silne powodzie, pożary, a także epidemie cholery. Jednak pomimo tych kataklizmów, nowo powstałe miasto przeżywało szybki wzrost, głównie ze względu na sąsiedztwo Sierra Nevada, w których wydobywano złoto i srebro.

### Pozostałości po Chinatown

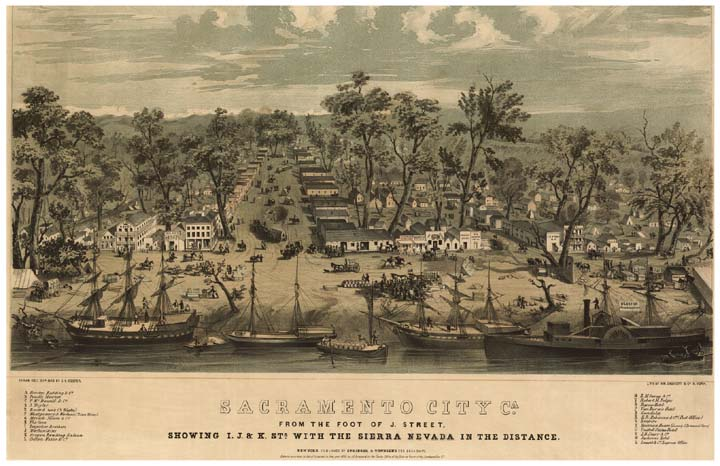
Sacramento w 1849 roku

W latach 40. i 50. XIX wieku Chiny pozostawały w stanie wojny z Wielką Brytanią i Francją; walki toczone były na frontach I oraz II wojny opiumowej. Obie wojny, a także fala biedy i głodu, jaka ogarnęła kraj, sprawiły, że do Stanów Zjednoczonych zaczęli napływać chińscy imigranci. Wielu z nich kierowało się w pierwszej kolejności do San Francisco (znanego jako „Dai Fow”, czyli Wielkie Miasto), które wówczas dzierżyło miano największego miasta Kalifornii, a stamtąd często przenosiło się do Sacramento (określanego jako „Yee Fow”, czyli Drugie Miasto).
Osiadający w Sacramento przybysze z Chin koncentrowali się w dzielnicy Chinatown, położonej na obszarze od 2. do 6. ulicy. Historia dzielnicy upływała pod znakiem tajemniczych pożarów, aktów dyskryminacji, a także obowiązywania przepisów pokroju Chinese Exclusion Act, które zakazywały nowo napływającym chińskim imigrantom zamieszkiwania miasta. Ich obecność w Sacramento budziła sprzeciwy przede wszystkim w klasie robotniczej; lokalni mieszkańcy uważali, że Chińczycy zabierają im miejsca pracy. Z tego powodu przyjmowano różnego rodzaju rozporządzenia, które miały utrudnić imigrantom budowę domów, zaś prasa przedstawiała ich w niekorzystnym świetle, wzmacniając etniczną dyskryminację. Pomimo tych działań Chińczycy pozostali w Sacramento, zaś przez dzielnicę zaczęła przebiegać trasa kolejowa. Amerykanie chińskiego pochodzenia mieli duży wkład w rozwój sieci kolejowej regionu oraz budowę tam rzecznych w okolicy.
Podczas gdy większość historycznego Chinatown została wyburzona, pozostała część jest wciąż zamieszkiwana przez potomków pierwotnych chińskich imigrantów. W dzielnicy istnieje ponadto muzeum poświęcone historii obszaru, a także wkładowi, jaki w rozwój miasta mieli Amerykanie chińskiego pochodzenia.

### Stolica

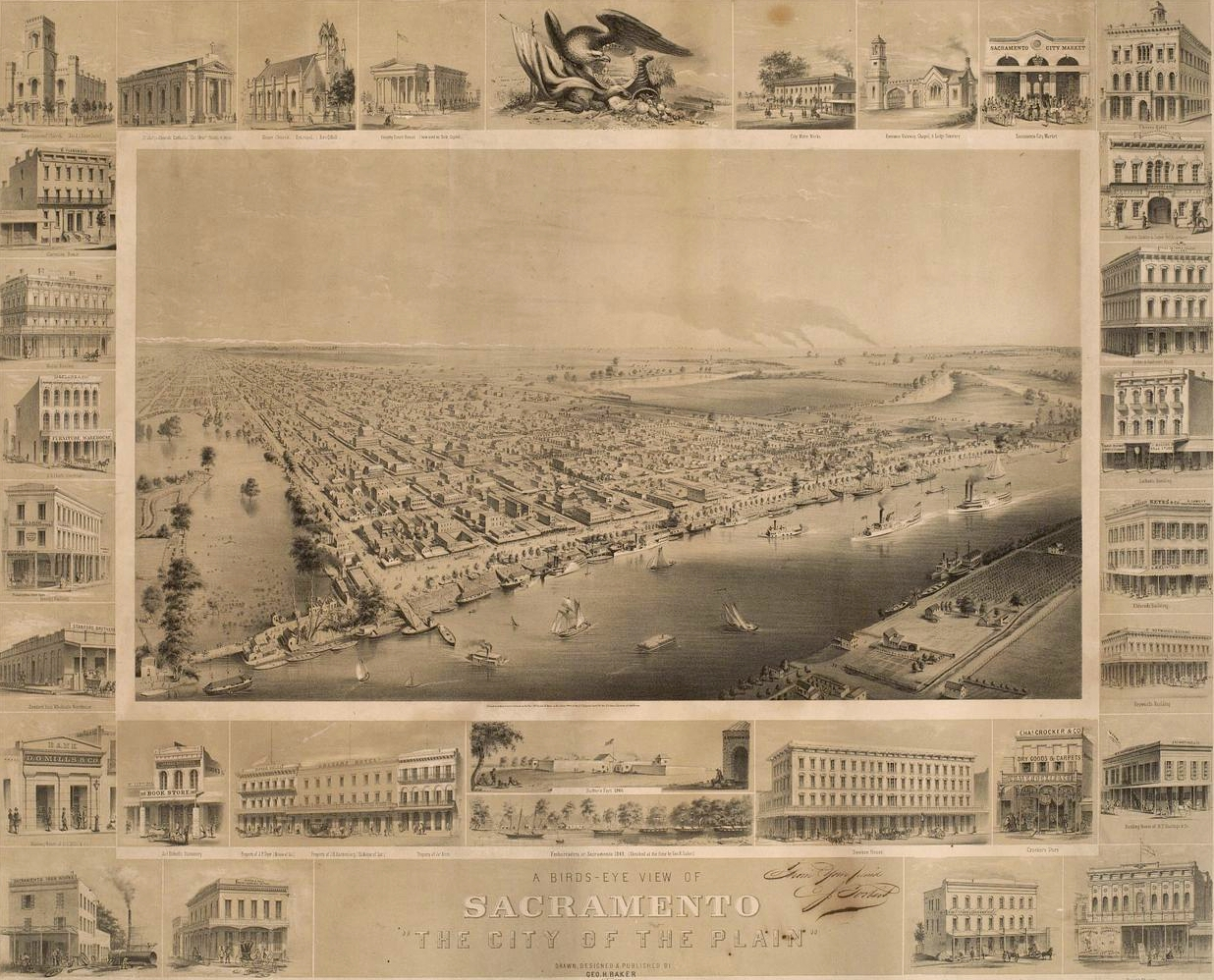
Sacramento w 1857 roku

Legislatura stanu Kalifornia, ze wsparciem gubernatora Johna Biglera, ustanowiła Sacramento stolicą w 1854 roku. Za rządów hiszpańskich (i, kolejno, meksykańskich) stolicą Kalifornii pozostawało Monterey, gdzie w 1849 roku odbył się pierwszy Konwent Konstytucyjny oraz wybory stanowe. Konwent podjął wówczas decyzję, że rolę stolicy pełnić będzie San Jose. Po roku 1850, kiedy to ratyfikowano państwowość Kalifornii, stanowe władze ustawodawcze obradowały w Vallejo (1852) i Benicii (1853), aż w końcu przeniosły się do Sacramento. W 1861 roku, ze względu na wielką powódź w Sacramento, sesje władz ustawodawczych Kalifornii odbywały się w San Francisco. W 1874 roku zakończono konstrukcję kapitolu stanowego z siedzibą w Sacramento, zaś w roku 1879 Konwent przyjął, że Sacramento pozostanie permanentną stolicą stanu Kalifornia.

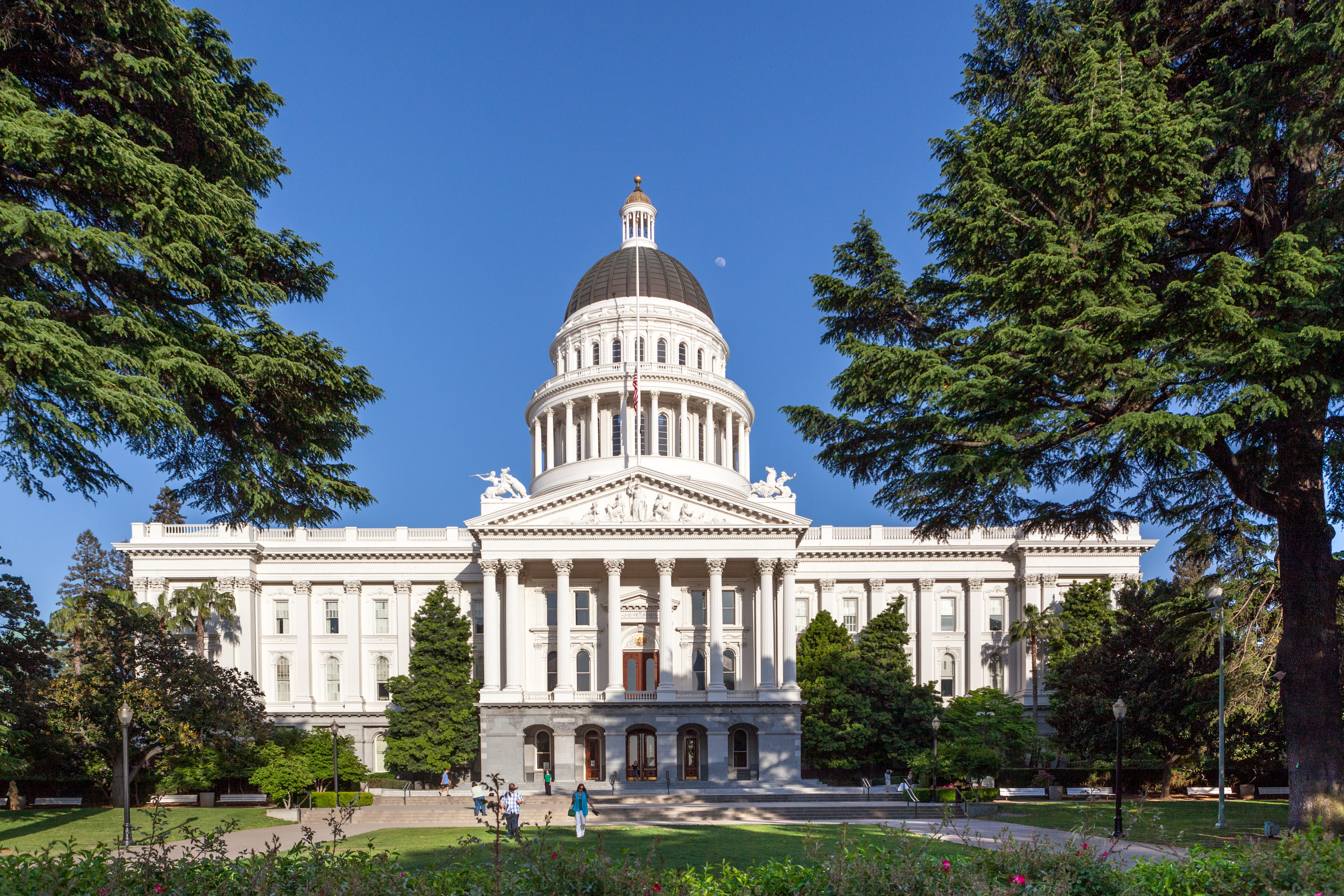
Kapitol Stanu Kalifornia, oddany do użytku w 1874 roku

W 1850, a następnie 1861 roku mieszkańcy Sacramento musieli stawić czoła ogromnym powodziom, które zatopiły całe miasto. Po kataklizmie z 1850 roku, w Sacramento zapanowały epidemie cholery oraz grypy, paraliżując jego funkcjonowanie na kilka kolejnych lat. Inauguracja gubernatora Lelanda Stanforda, który objął tę funkcję w 1861 roku, odbyła się na łodziach wiosłowych. Ilość wody w mieście była na tyle duża, że wedle opowieści, Stanford po powrocie do domu dostał się do środka za pośrednictwem okna na drugim piętrze budynku. Powodzie zmusiły władze oraz społeczność do podjęcia różnych działań, aby zapobiec tak wielkim szkodom w przyszłości. W tym celu dotychczasowe pierwsze piętra budynków zostały przemienione w piwnice, wszystkie chodniki zostały „wyłożone”, zaś ubytki w ścianach kompleksowo wypełnione.
Dzięki nowemu statusowi i strategicznemu położeniu, Sacramento przeżywało szybki rozwój, stając się zachodnim krańcem poczty konnej Pony Express. W kolejnych latach w mieście utworzono przystanek Pierwszej Kolei Transkontynentalnej – jego budowa rozpoczęła się w 1863 roku i finansowana była przez tzw. „The Big Four”, czyli Marka Hopkinsa, Charlesa Crockera, Collisa Huntingtona oraz Lelanda Stanforda.
Te same rzeki, które do niedawna przynosiły zniszczenie i śmierć, zaczęły pełnić funkcje transportowe i komercyjne, stając się kluczowymi elementami sukcesu gospodarczego, jakie odnosiło miasto. W życie wprowadzano kolejne projekty robót publicznych, finansowane w dużym stopniu dzięki podatkom od dóbr wypakowywanych z łodzi cumujących w Sacramento, które następnie były ładowane do wagonów kolejowych w historycznych Sacramento Rail Yards. Z czasem rzeki zaczęto wykorzystywać również w celach rekreacyjnych.

### Era współczesna

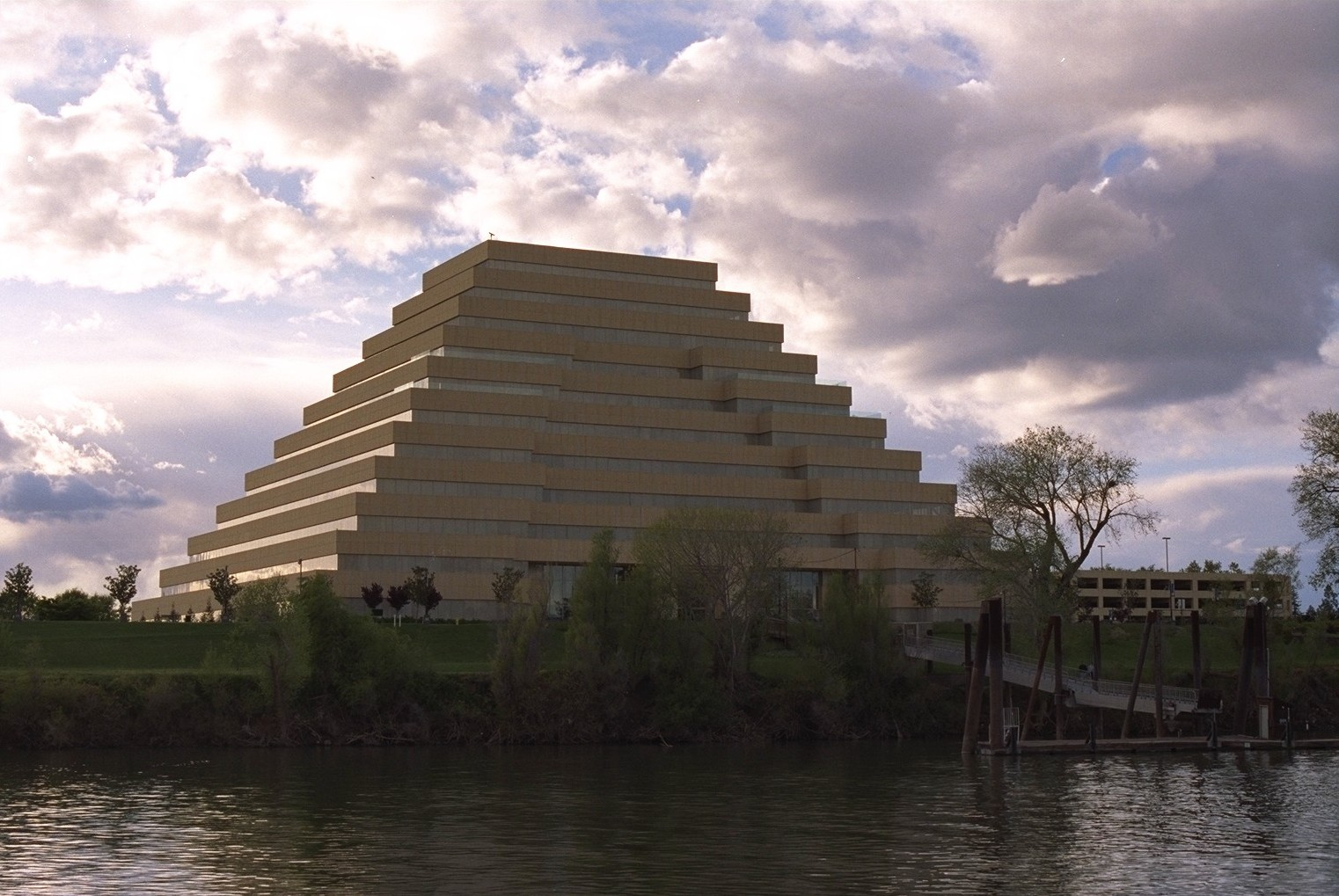
The Ziggurat Building w West Sacramento, widziany z przeciwnego brzegu rzeki Sacramento

Obecny statut Sacramento został przyjęty przez mieszkańców w 1920 roku, kiedy to ustanowiono obowiązującą do dziś formę rządów burmistrz-menedżer. Jako miasto posiadające własny statut, Sacramento jest zwolnione z wielu ustaw i przepisów uchwalanych przez legislaturę stanową. Wraz z biegiem czasu, granice miasta systematycznie się rozszerzały. W 1964 roku dotychczas niezależne North Sacramento zostało włączone do Sacramento, a niedługo później w jego ślady poszło Natomas. Dzięki temu, populacja miasta znacząco rosła na przestrzeni lat 60., 70., 80. i 90.

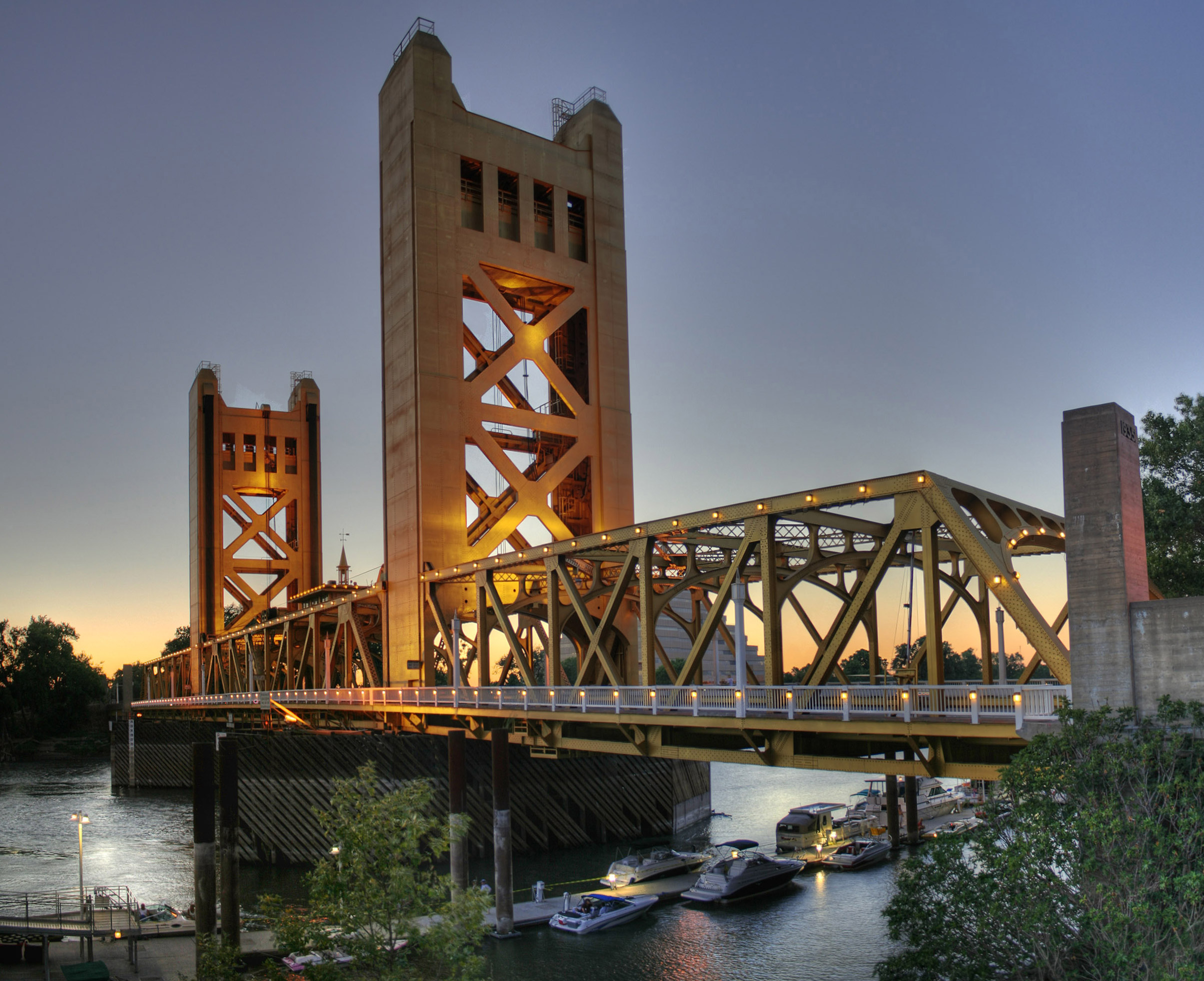
Wybudowany w 1935 roku Tower Bridge, stanowiący obecnie jeden z popularniejszych obiektów w mieście

Dostawcą usług elektrycznych dla hrabstwa Sacramento (a także części podlegającego mu hrabstwa Placer) jest Sacramento Municipal Utility District (SMUD), powołany do życia przez mieszkańców w 1923 roku. W kwietniu roku 1946, po 12 latach postępowania sądowego, firma Pacific Gas & Electric została pozbawiona praw do dystrybucji energii elektrycznej na rzecz SMUD. Współcześnie SMUD stanowi 6. pod względem wielkości publicznego dostawcę usług elektrycznych w Stanach Zjednoczonych, a także jednego z liderów w dziedzinie wprowadzania innowacyjnych programów, na czele z wykorzystaniem energii słonecznej.
W 1947 roku zaczął funkcjonować dystrykt portowy Sacramento-Yolo, zaś dwa lata później rozpoczęto budowę Port of Sacramento. 29 czerwca 1963 roku, na oczach 5 tysięcy przybyłych gości, w porcie zacumował pierwszy statek, tajwański Taipei Victory. Maszynę, świeżo pomalowaną z okazji wydarzenia, załadowano pięcioma tysiącami ton worków ryżu dla Mitsui Trading Co. z Okinawy. Taipei Victory był pierwszym statkiem pokonującym ocean w Sacramento od czasów parowca Harpoon z 1934 roku. W okresie wojny wietnamskiej Port of Sacramento stanowił główną pętlę na trasie dostaw wojskowych elementów, sprzętu komputerowego i innego rodzaju ładunków wypływających do Azji Południowo-Wschodniej. W ostatnich latach Port of Sacramento notował straty operacyjne i grozi mu widmo bankructwa, głównie ze względu na silną konkurencję ze strony większego Port of Stockton, dysponującego ponadto głębszym kanałem. W 2006 roku odpowiedzialność za działanie portu przejęło West Sacramento.

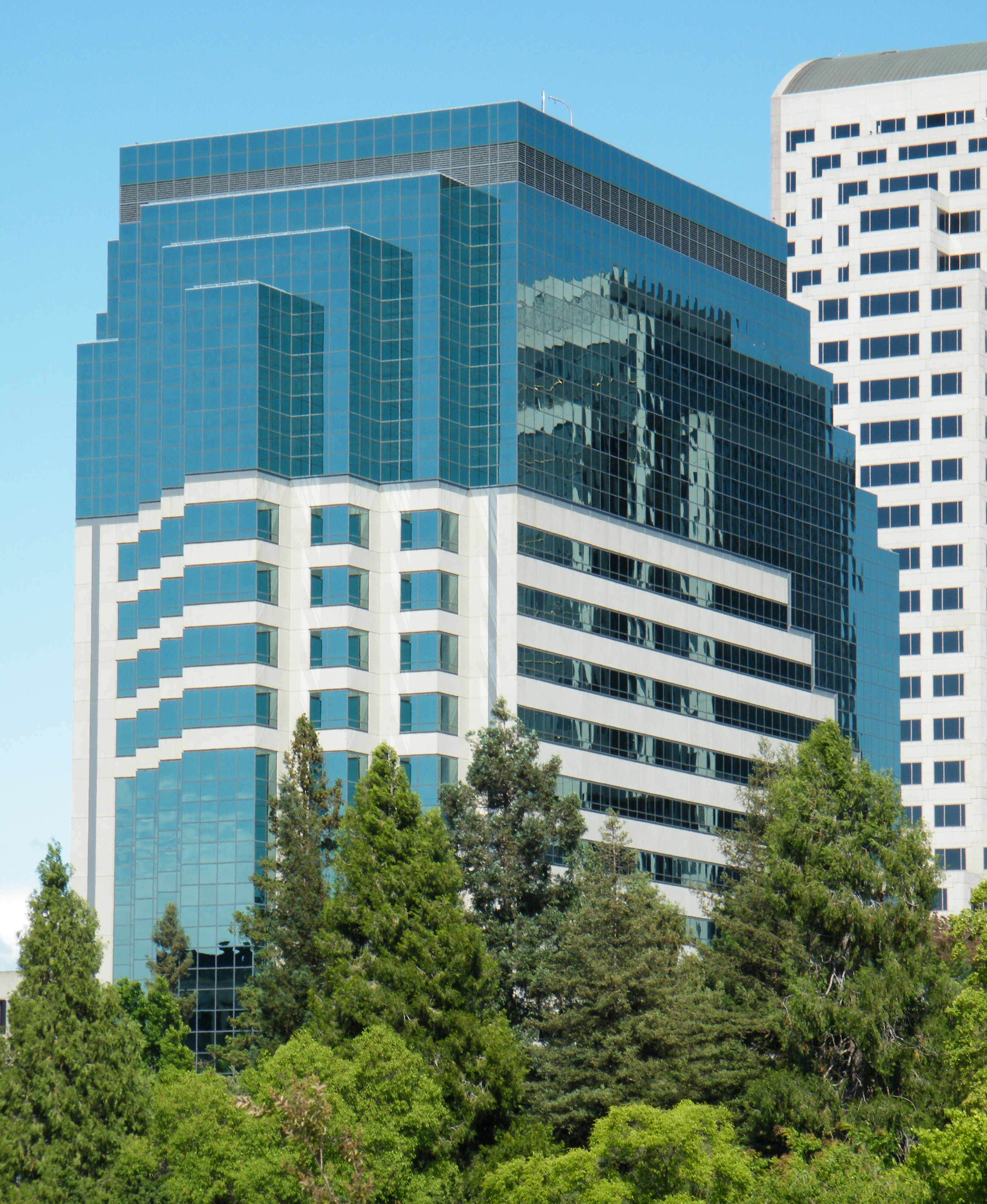
Wybudowany w 1984 roku West America Bank Building

W 1967 roku Ronald Reagan był ostatnim gubernatorem Kalifornii, który na stałe zamieszkiwał Sacramento. Posiadłość, wybudowana na przedmieściach specjalnie z myślą o Reaganie, pozostawała pusta przez niemalże czterdzieści kolejnych lat, dlatego też władze stanowe zdecydowały o jej sprzedaży.
W latach 80. i 90. zamknięto kilka lokalnych baz wojskowych: McClellan Air Force Base, Mather Air Force Base oraz Sacramento Army Depot. Ponadto, w latach 80. miasto nawiedziła następna duża powódź.

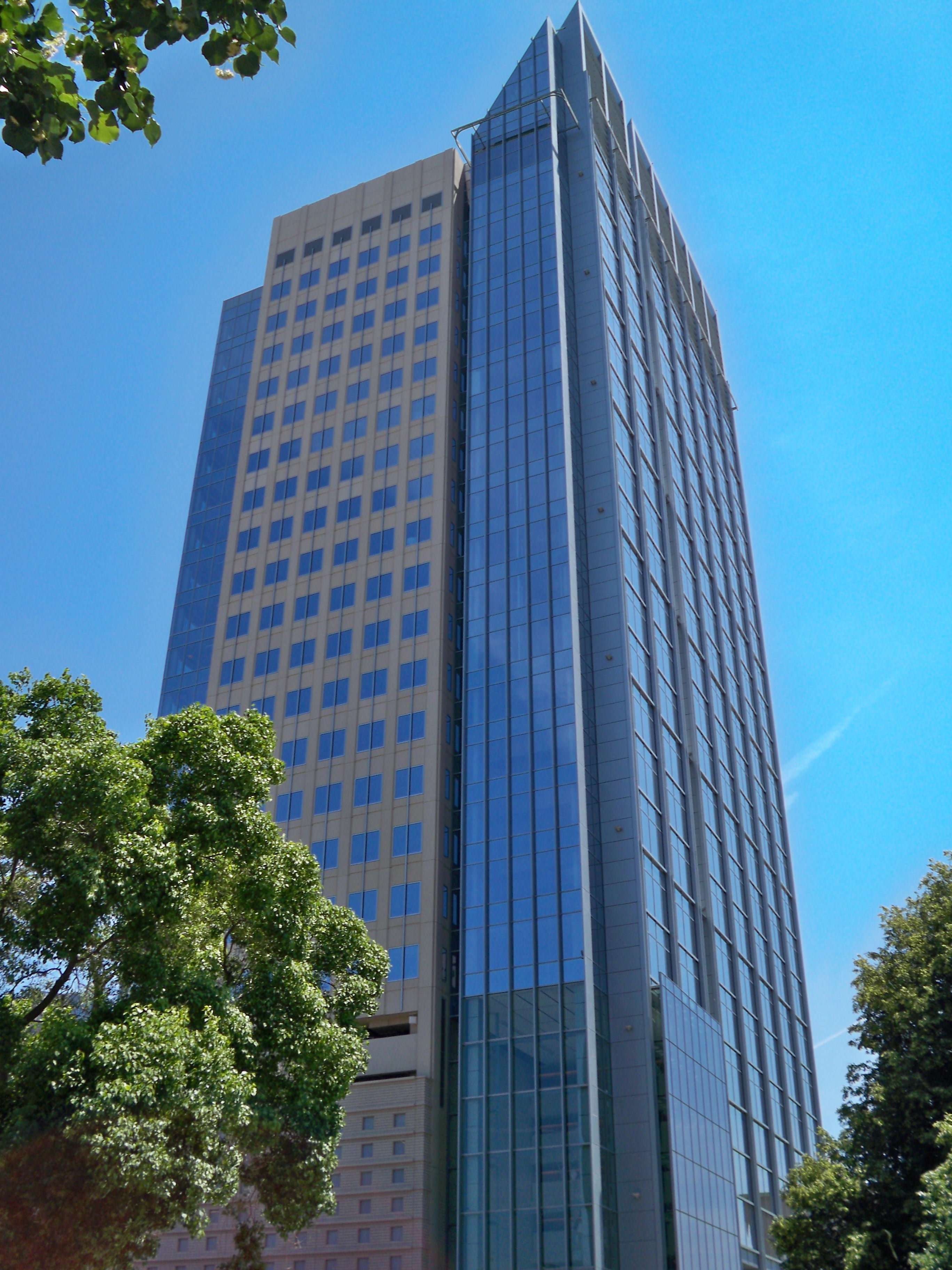
Oddana do użytku w 2008 roku US Bank Tower

Na początku lat 90. burmistrz Joe Serna rozpoczął starania o sprowadzenie do Sacramento drużyny futbolu amerykańskiego Los Angeles Raiders. Emitując obligacje, miasto uzyskało 50 milionów dolarów, które wykorzystano na zadatek do finalizacji negocjacji. Kiedy umowa została ostatecznie podpisana, pieniądze ze sprzedaży obligacji wykorzystano na realizację kilku projektów, a w tym rozbudowę Sacramento Convention Center Complex oraz remont Memorial Auditorium. Jednocześnie Serna nadał jednemu z parków miejskich imię Césara Cháveza – jednej z czołowych postaci w walce o prawa obywatelskie i sprawiedliwość społeczną w Stanach Zjednoczonych.
Pomimo zamknięcia baz wojskowych oraz spadku znaczenia branży przetwórstwa produktów rolnych w regionie, w Sacramento notowano stałe wzrosty populacji. Wpływ na to miało osiadanie w mieście dotychczasowych mieszkańców pobliskiego obszaru metropolitalnego San Francisco Bay Area, a także napływ imigrantów z Azji i Ameryki Łacińskiej. W okresie od 1990 do 2000 roku populacja Sacramento zwiększyła się o 14,7%, zaś w okresie od 2000 do 2007 roku miasto miało 164 tysięcy nowych mieszkańców.
Na początku XXI wieku burmistrz Heather Fargo nieudolnie próbował doprowadzić do tego, by z pieniędzy podatników sfinansować budowę areny sportowej, która miała stanowić nową siedzibę drużyny NBA Sacramento Kings. W listopadzie 2006 roku mieszkańcy miasta odrzucili jednak w referendum propozycję podniesienia podatków, a plany te zostały porzucone.
W 2002 roku tygodnik Time uznał Sacramento za najbardziej zdywersyfikowane i jednocześnie najbardziej zintegrowane miasto Stanów Zjednoczonych.
Pomimo decentralizacji biurokracji państwowej to właśnie władze stanowe pozostają największym pracodawcą w Sacramento. Z tego też powodu przedstawiciele miasta podejmują wszelkie wysiłki, by zapobiec przenoszeniu siedzib agencji stanowych poza granice Sacramento.

## Geografia

### Topografia

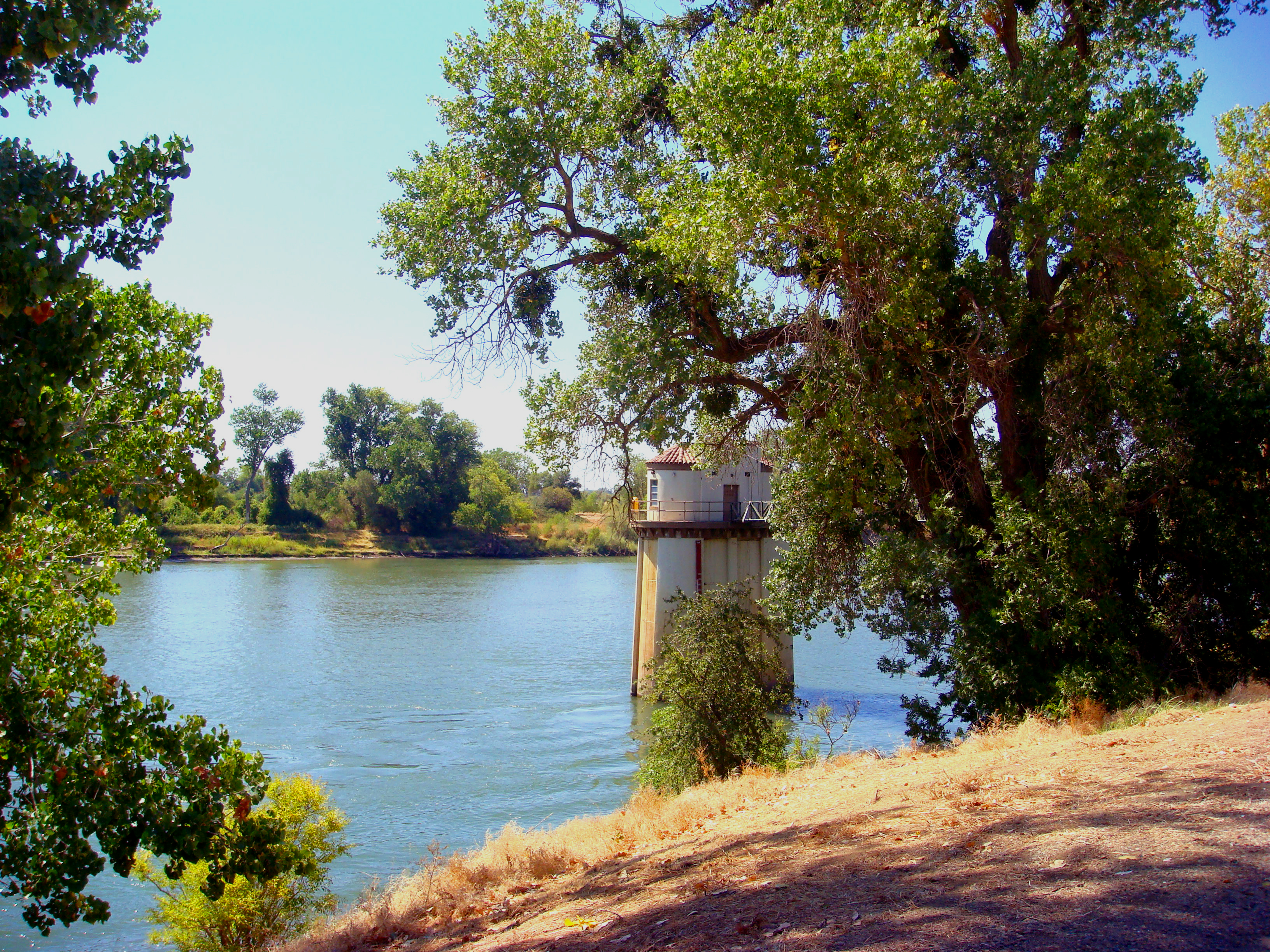
Rzeka Sacramento, w tle stara oczyszczalnia ścieków

Zgodnie z danymi United States Census Bureau, miasto zajmuje łączną powierzchnię 259 km², z czego 97,81% to ląd, zaś 2,19% to wody.
Wody gruntowe położone są typowo na głębokości 9 metrów. Znaczna część ziem na zachód od miasta (w hrabstwie Yolo) jest na stałe zarezerwowane dla rozległego basenu przeciwpowodziowego (Yolo Bypass), ze względu na historyczną podatność tych terenów na powodzie. W rezultacie, obszar metropolitalny Sacrameneto rozciąga się zaledwie 6 kilometrów na zachód od centrum, ale za to zajmuje kolejnych 48 kilometrów na północ i wschód oraz 16 kilometrów na południe od śródmieścia.
Miasto zlokalizowane jest u zbiegu rzek Sacramento i American, i dysponuje głębokowodnym portem, połączonym kanałem z Zatoką San Francisco.

### Klimat
Sacramento leży w strefie klimatu śródziemnomorskiego (klasyfikacja Köppena – Csa), charakteryzującego się wilgotnymi/mokrymi, łagodnymi zimami oraz gorącymi, suchymi okresami letnimi. Pora deszczowa trwa zazwyczaj od października do kwietnia, chociaż lekkie opady mogą wystąpić w czerwcu lub wrześniu.
Średnia roczna temperatura wynosi 16,2 °C (61,1 °F), ze średnimi miesięcznymi wahającymi się od 7,7 °C (45,8 °F) w grudniu, do 24,1 °C (75,4 °F) w lipcu. Letnie upały są często niwelowane przez bryzę morską, zwaną „bryzą z delty”, napływającą znad delty rzek Sacramento-San Joaquin w Zatoce San Francisco. Średnio w ciągu 74 dni w roku temperatura przekracza 32 °C (90 °F), zaś w ciągu 15 dni w roku wynosi powyżej 38 °C (100 °F). Z drugiej strony, przeciętnie podczas 16 nocy w roku temperatura spada poniżej 0 °C.
Przeciętnie 96 dni w roku w pewnym stopniu doświadcza mgły, która występuje zwykle w godzinach porannych, przede wszystkim w grudniu oraz styczniu. Mgły w Sacramento mogą być bardzo gęste, obniżając widoczność do niespełna 30 metrów, co czyni warunki jazdy niebezpiecznymi. Mgły obserwuje się zazwyczaj nieprzerwanie przez kilka kolejnych dni lub nawet tygodni; temperatura w takich okresach nie przekracza zazwyczaj 10 °C.
Opady śniegu są niezwykle rzadkim zjawiskiem w Sacramento, które położone jest zaledwie 7,6 metra ponad poziomem morza; w miesiącach zimowych zdarzają się niekiedy opady, jednak na tyle niewielkie, że śnieg nie osiada na ziemi. Rekordowe opady śniegu w Sacramento odnotowano 4 stycznia 1888 roku, kiedy to jego warstwa wynosiła 9 centymetrów. Ostatnie duże jak na te tereny opady śniegu odnotowano w 2002 oraz 2009 roku. Znacząca ilość śniegu gromadzi się każdego roku u podnóży pasma górskiego zlokalizowanego w odległości około 64 kilometrów na wschód od miasta. Podczas szczególnie ostrych zim i burz wiosennych, intensywnym opadom deszczu towarzyszy okazjonalnie grad.
Roczna średnia opadów w Sacramento wynosi 455 mm, rozłożonych przeciętnie na 62 dni w roku, głównie w miesiącach zimowych. Średnie opady deszczu w styczniu wynoszą 98 mm, czyli stanowią niemalże 1/4 wszystkich rocznych opadów w mieście. W lutym 1992 roku w Sacramento odnotowano 16 nieprzerwanych deszczowych dni, które dały łącznie 163 mm opadów. Rekordowa fala deszczu z 20 kwietnia 1880 roku przyniosła w sumie 184 mm wody. W rzadkich przypadkach monsunowa wilgoć płynąca z pustynnego południa podnosi latem wilgotność powietrza w regionie Sacramento, co prowadzi do zachmurzenia, a nawet lekkich opadów deszczu i burz. Takie zjawiska mają miejsce głównie w okresie od końca lipca do początków września. Sacramento jest drugim najbardziej podatnym na powodzie miastem w Stanach Zjednoczonych, tuż za Nowym Orleanem.
Sacramento uznane zostało za najbardziej nasłonecznione miejsce na Ziemi w okresie czterech miesięcy, od czerwca do września. Lipiec w Sacramento jest najbardziej słonecznym miesiącem na świecie, dzięki dokładnie 14 godzinom i 12 minutom słońca (98% możliwego nasłonecznienia).
Rekordowe temperatury, jakie odnotowano w Sacramento, to –8 °C (18 °F) z 22 grudnia 1990 roku oraz 46 °C (115 °F) z 15 czerwca 1961 roku.
| Miesiąc                                                  | Sty   | Lut   | Mar   | Kwi   | Maj   | Cze   | Lip   | Sie   | Wrz   | Paź   | Lis   | Gru   | Roczna |
| -------------------------------------------------------- | ----- | ----- | ----- | ----- | ----- | ----- | ----- | ----- | ----- | ----- | ----- | ----- | ------ |
| Rekordy maksymalnej temperatury [°C]                     | 24    | 27    | 32    | 37    | 42    | 44    | 46    | 44    | 43    | 39    | 30    | 22    | 46     |
| Średnie temperatury w dzień [°C]                         | 12,4  | 15,8  | 18,6  | 21,9  | 26,8  | 30,8  | 33,6  | 30,9  | 25,6  | 25,6  | 17,8  | 12,4  | 23,3   |
| Średnie temperatury w nocy [°C]                          | 3,9   | 5,4   | 6,8   | 8,1   | 10,7  | 13,3  | 14,8  | 14,6  | 13,3  | 10,3  | 6,1   | 3,6   | 9,24   |
| Rekordy minimalnej temperatury [°C]                      | -7    | -6    | -2    | 1     | -3    | 6     | 8     | 9     | 7     | 1     | -3    | -8    | −8     |
| Opady [mm]                                               | 93,2  | 88,1  | 69,9  | 29,2  | 17,3  | 5,3   | 0     | 1,3   | 7,4   | 23,9  | 52,6  | 82,6  | 470,4  |
| Średnia liczba dni z opadami                             | 10,3  | 9,4   | 9,1   | 4,9   | 3,2   | 1,2   | 0     | 0,3   | 1,3   | 3,6   | 6,9   | 9,9   | 470,4  |
| Średnie usłonecznienie [h]                               | 145.7 | 203.4 | 279.0 | 330.0 | 406.1 | 420.0 | 440.2 | 406.1 | 348.0 | 297.6 | 195.0 | 142.6 | 3613,7 |
| Źródło: NOAA, The Weather Channel, Hong Kong Observatory |       |       |       |       |       |       |       |       |       |       |       |       |        |

## Demografia
Zgodnie z danymi spisu powszechnego z 2010 roku, populacja Sacramento wynosiła 466 488 mieszkańców, zaś gęstość zaludnienia 1 799,2/km². Kompozycja rasowa prezentowała się wówczas następująco: 45% ludności reprezentowało rasę białą, 16,6% stanowili Afroamerykanie, 17,8% Amerykanie pochodzenia azjatyckiego, 1,4% przybysze z wysp Pacyfiku, zaś 1,1% Indianie. Amerykanie pochodzenia latynoskiego lub hiszpańskiego stanowili 26,9% mieszkańców miasta; 22,6% całej ludności Sacramento ma korzenie meksykańskie. 12,3% populacji reprezentowało inne rasy, natomiast 7,1% co najmniej dwie rasy.
W mieście znajdowało się 174 624 gospodarstw domowych, z czego 57 870 (33,1%) zamieszkiwanych było przez dzieci poniżej 18 roku życia, 65 556 (37,5%) stanowiły żyjące wspólnie małżeństwa heteroseksualne, 27 640 (15,8%) prowadzonych było przez kobiety (bez obecnego męża), 10 534 (6%) prowadzonych było przez mężczyzn (bez obecnej żony). 53 342 (30,5%) spośród wszystkich gospodarstw domowych zamieszkiwanych było przez osoby indywidualne, z czego 14 926 (8,5%) przez ludzi samotnych powyżej 65 roku życia. W Sacramento było w sumie 103 730 rodzin (59,4% spośród ogółu gospodarstw domowych), a ich średnia liczebność wynosiła 3,37.
Z uwzględnieniem podziału wiekowego, 116 121 (24,9%) mieszkańców miasta nie ukończyło 18 lat, 52 438 (11,2%) stanowili ludzie w przedziale 18-24, 139 093 (29,8%) w wieku 25-44, ludność z przedziału 45-64 wynosiła 23,5% (109 416), natomiast 10,6% (49 420) populacji miało co najmniej 65 lat. Średnia wieku oscylowała wokół 33 lat. Na każde 100 kobiet przypadało 94,9 mężczyzn, a na każde 100 kobiet w wieku powyżej 18 lat przypadało 92,2 mężczyzn.
W Sacramento istniało wówczas 190 911 jednostek mieszkalnych, z czego 86 271 (49,4%) zamieszkiwali ich właściciele, natomiast 88 353 (50,6%) najemcy.

## Władze miasta
W Sacramento obowiązuje forma rządów menedżer-rada miejska. Burmistrz wybierany jest na swoje stanowisko w głosowaniu powszechnym, zaś ośmiu członków rady miejskiej reprezentuje oficjalne dystrykty, na jakie podzielono Sacramento. Zgodnie z systemem menedżer-rada miejska rola burmistrza jest ograniczona i sprowadza się niemal w większości do funkcji ceremonialnych. Zamiast tego istnieje funkcja profesjonalnego menedżera miasta (ang. City Manager), który odpowiada za administrację i zarządzanie, kontrolę działalności rady miejskiej oraz pomoc we wcielaniu w życie jej postanowień, a także monitorowanie funkcjonowania służb miejskich. Ponadto, menedżer utrzymuje międzyrządowe relacje z władzami federalnymi, stanowymi oraz z władzami hrabstwa i innych lokalnych jednostek. Teoretycznie osoba piastująca funkcję menedżera miasta powinna być apolityczna.
Obecnie funkcję burmistrza Sacramento pełni były gracz NBA Kevin Johnson – pierwszy Afroamerykanin w historii miasta, który został wybrany na to stanowisko.

## Gospodarka
Wśród korporacji wywodzących się z Sacramento są m.in.: Sutter Health, Blue Diamond Growers, Aerojet, Teichert oraz The McClatchy Company.
W 2010 roku grono największych pracodawców regionu prezentowało się następująco:
| Lp. | Pracodawca                              | Liczba pracowników |
| --- | --------------------------------------- | ------------------ |
| 1.  | Stan Kalifornia                         | 73 273             |
| 2.  | Hrabstwo Sacramento                     | 13 304             |
| 3.  | UC Davis Health System                  | 8496               |
| 4.  | Kaiser Permanente                       | 7979               |
| 5.  | Sutter Health                           | 7314               |
| 6.  | Sacramento City Unified School District | 6500               |
| 7.  | Elk Grove Unified School District       | 6391               |
| 8.  | Intel                                   | 6000               |
| 9.  | Mercy/Catholic Healthcare West          | 5922               |
| 10. | San Juan Unified School District        | 5190               |
| 11. | Miasto Sacramento                       | 4556               |

## Transport

### Transport drogowy

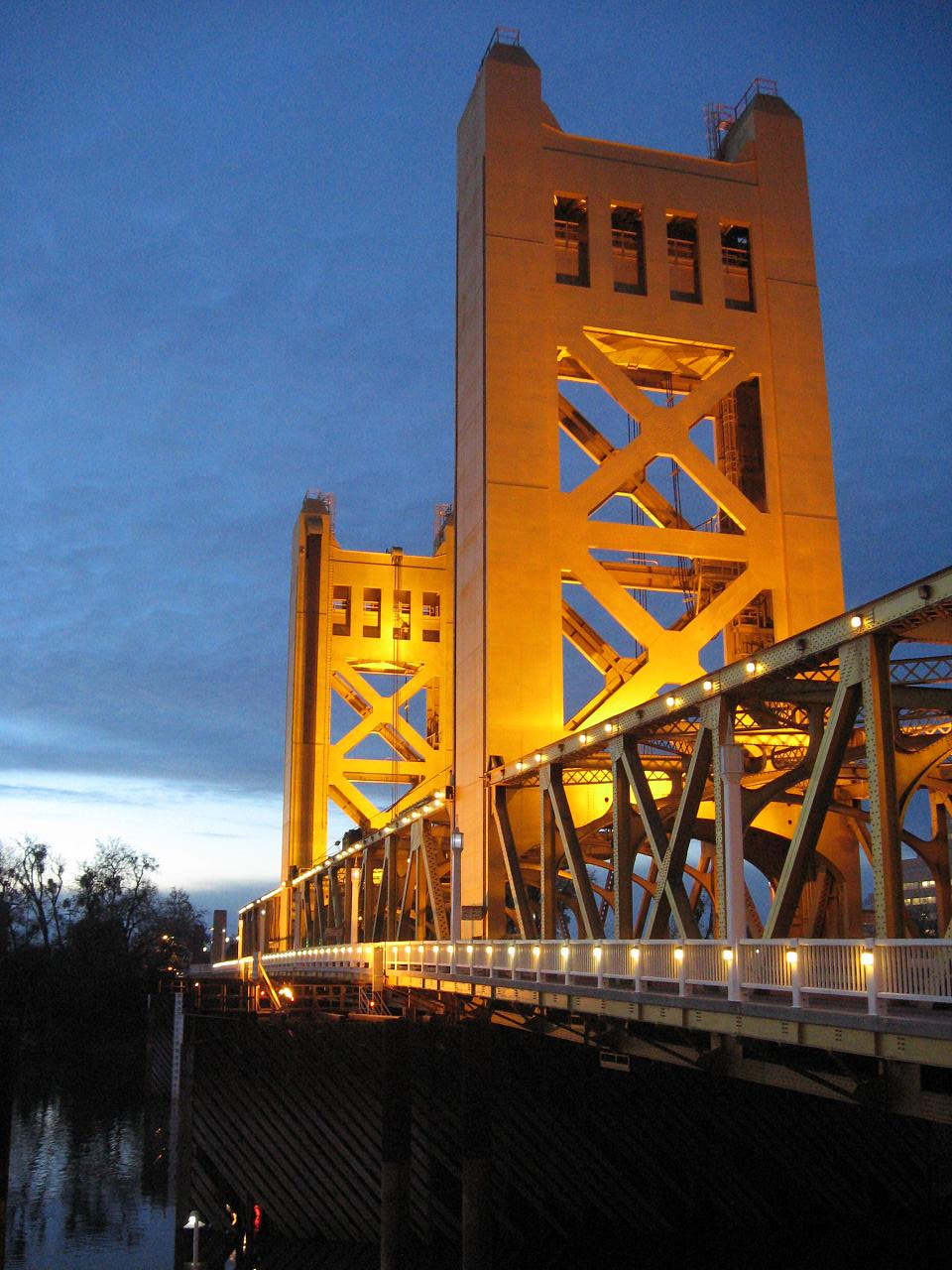
Tower Bridge, łączący West Sacramento z Sacramento

Region Sacramento obsługiwany jest przez kilka dróg stanowych i autostrad. Autostrada Interstate 80 (I-80) stanowi najważniejszy korytarz pomiędzy wschodem i zachodem, łącząc Sacramento z San Francisco na zachodzie oraz Reno na wschodzie. Autostrada nr 5 (I-5) biegnie przez Sacramento, kierując się na północ do Redding, gdzie odbija na południe, w pobliżu zachodniego krańca California Central Valley, w kierunku Los Angeles. Autostrada stanowa nr 99 przebiega przez Sacramento, łącząc je z Marysville i Yuba City na północy, i z Fresno oraz Bakersfield na południu.
Jako że rowery są popularnym środkiem transportu wśród mieszkańców miasta, władze zdecydowały o dostosowaniu wszystkich obiektów miejskich oraz chodników do ruchu rowerowego. Jednocześnie, w celu zwiększenia bezpieczeństwa drogowego w Sacramento, na wielu obszarach zastosowano tzw. uspokojenie ruchu.

### Amtrak
Amtrak obsługuje ruch kolejowy w Sacramento. Główna stacja, Sacramento Valley Rail Station (stanowiąca również przystanek szybkich tramwajów), przeszła gruntowną renowację w 2007 roku.
Poza połączeniami do wszystkich większych miast Kalifornii, Amtrak świadczy usługi na trasach międzystanowych. Trasa Coast Starlight biegnie między innymi przez Seattle, Portland, Los Angeles i Santa Barbara. Z kolei linia California Zephyr dociera m.in. do: Reno, Salt Lake, Denver, Omahy i Chicago.
Sacramento jest 2. najbardziej ruchliwą stacją Amtrak w Kalifornii i 7. w skali całego państwa.

### Pozostałe środki transportu

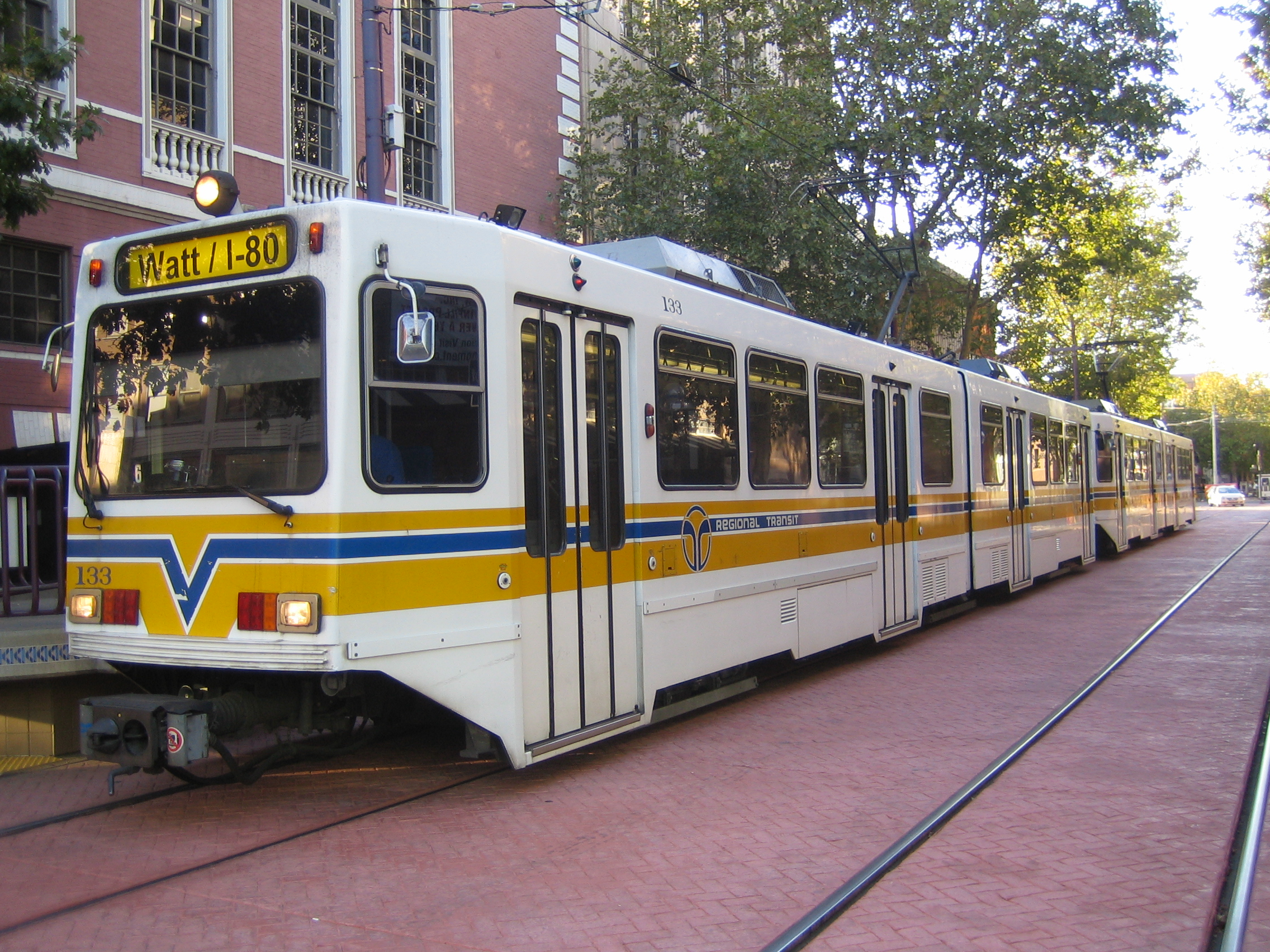
Tramwaj w Sacramento

Sacramento i jego przedmieścia są obsługiwane przez Sacramento Regional Transit District, czyli 9. pod względem liczby użytkowników system transportu miejskiego w Stanach Zjednoczonych. Sac RT operuje 274 autobusami miejskimi i lekką koleją (light rail), z usług których każdego dnia korzysta niespełna 60 tysięcy pasażerów.
Port lotniczy Sacramento obsługuje połączenia krajowe, loty do Meksyku i Kanady, a także przesiadkowe połączenia do Europy, Azji i Ameryki Południowej.
Rower jest coraz bardziej popularnym środkiem transportu w Sacramento, czemu sprzyja łagodny klimat i płaski teren. Ta metoda przemieszczania się jest szczególnie powszechna w starszych dzielnicach miasta, a także pośród osób, które codziennie docierają do pracy z przedmieść do centrum. Poruszają się oni wówczas ścieżkami rowerowymi, wyznaczonymi w sąsiedztwie rzeki American. W 2006 roku League of American Bicyclists przyznała Sacramento tytuł społeczności przyjaznej rowerom srebrnego stopnia. W mieście prowadzone są liczne kampanie na rzecz promocji tego środka transportu, takie jak „Maj jest miesiącem roweru”.
Do Sacramento kursują linie autobusów podmiejskich z pobliskich hrabstw Yuba oraz San Joaquin.
W 2011 roku Walk Score wyróżnił Sacramento na 24. miejscu listy najbardziej przyjaznych pieszym spośród największych miast amerykańskich.

## Oświata

### Szkoły podstawowe i średnie
Sacramento podzielone jest na kilka publicznych okręgów szkolnych, z których największe to Sacramento City Unified oraz Twin Rivers Unified. W 2009 roku należące do nich szkoły podstawowe zatrudniały 9600 nauczycieli, zaś szkoły średnie 7410 (nie licząc nauczycieli kształcenia specjalnego lub zawodowego).
W mieście działa kilka prywatnych szkół katolickich, jedna szkoła żydowska (Shalom School) oraz jedna szkoła islamska (Masjid Annur).

### Uczelnie

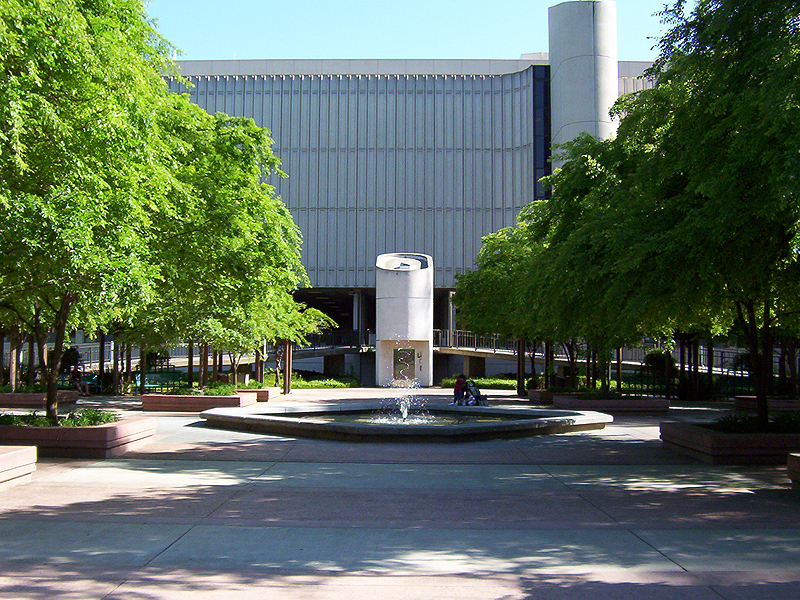
Biblioteka główna California State University, Sacramento

W mieście oraz jego okolicach znajduje się szeroki przekrój instytucji wyższej edukacji. Najważniejszą rolę pełnią dwa duże uniwersytety publiczne; ponadto, w Sacramento działa szereg uczelni prywatnych, community college’ów oraz szkół zawodowych.
W Sacramento znajduje się California State University, Sacramento, założony jako Sacramento State College w 1947 roku, do którego uczęszcza obecnie około 28 tysięcy studentów. W pobliskim Davis działa jeden z zamiejscowych kampusów University of California, czyli UC Davis, oferujący naukę na takich wydziałach, jak m.in.: UC Davis Graduate School of Management i UC Davis Medical Center (oba z nich mają siedziby w Sacramento).
Dystrykt Los Rios Community College District zrzesza kilka dwuletnich college’ów z regionu Sacramento, włączając w to American River College, Cosumnes River College, Sacramento City College i Folsom Lake College.
W mieście działa szereg uczelni prywatnych. Jest wśród nich między innymi The Art Institute of California – Sacramento, czyli założona w 2007 roku filia The Art Institute of California – Los Angeles, oferującej naukę na kierunkach artystycznych. Regionalny kampus National University w Sacramento specjalizuje się natomiast w kształceniu w dziedzinach między innymi biznesu, opieki zdrowotnej i edukacji. W mieście funkcjonują również zamiejscowe kampusy Alliant International University, Golden Gate University, Drexel University i University of Southern California, a także jedna z czterech filii University of San Francisco. W Sacramento znajduje się ponadto McGeorge School of Law, jedna ze stu najlepszych uczelni prawniczych w Stanach Zjednoczonych według U.S. News & World Report (2006, 2007, 2008) oraz uczelnie Professional School of Psychology i Universal Technical Institute (UTI).

## Kultura i sztuka

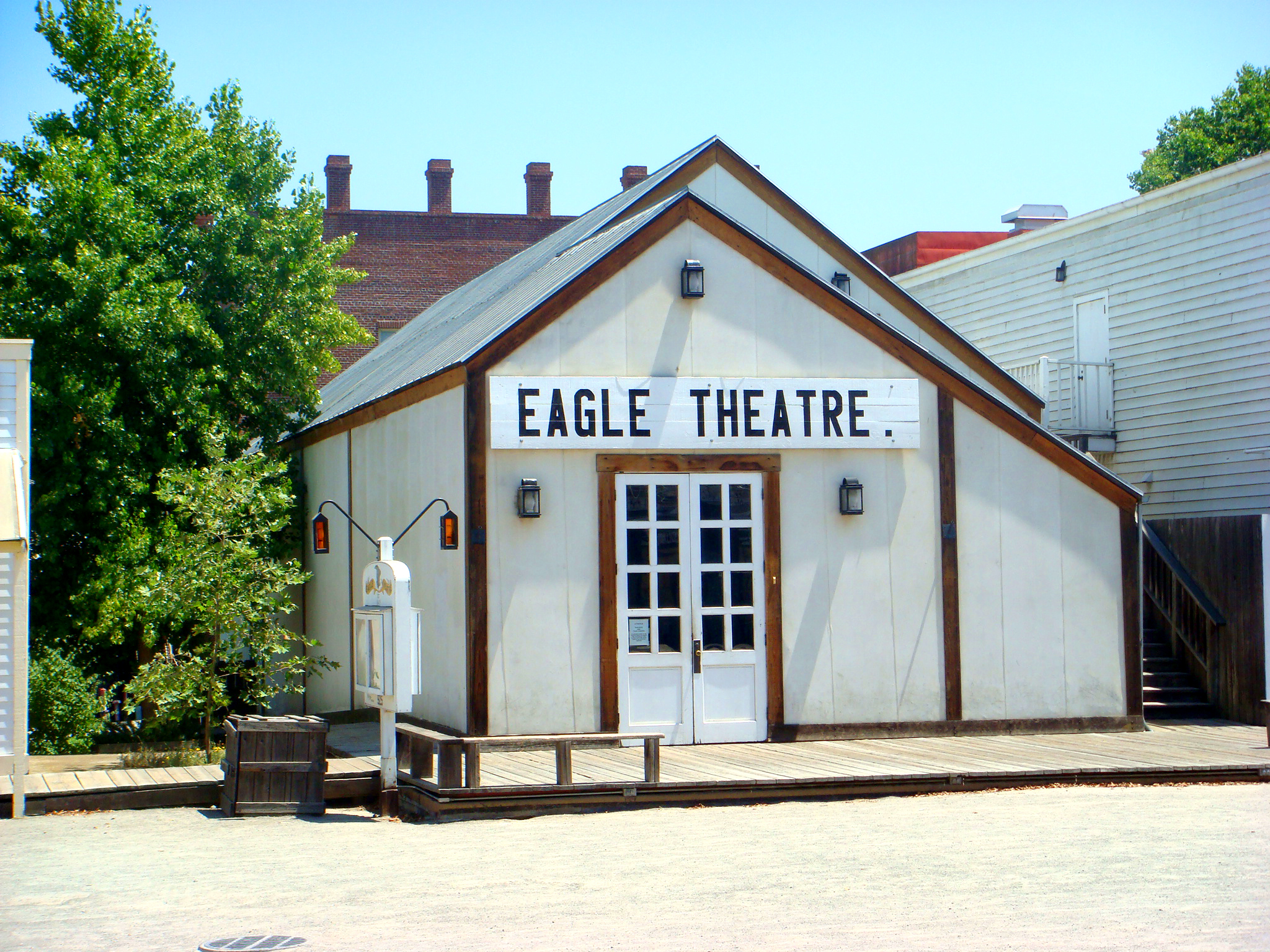
Rekonstrukcja pierwszego teatru stałego w Kalifornii, Eagle Theatre

### Old Sacramento
Najstarszą częścią miasta, poza Sutter’s Fort, pozostaje dzielnica Old Sacramento, z zabytkowymi brukowanymi ulicami oraz wieloma historycznymi budynkami, powstałymi w latach 50. i 60. XIX wieku. Obiekty te zostały odnowione lub zrekonstruowane, a sama dzielnica, mająca oficjalny status parku stanowego, jest jedną z ważniejszych atrakcji turystycznych regionu, na czele z oferowanymi tam przejażdżkami pociągami parowymi oraz napędzanymi kołowo statkami.

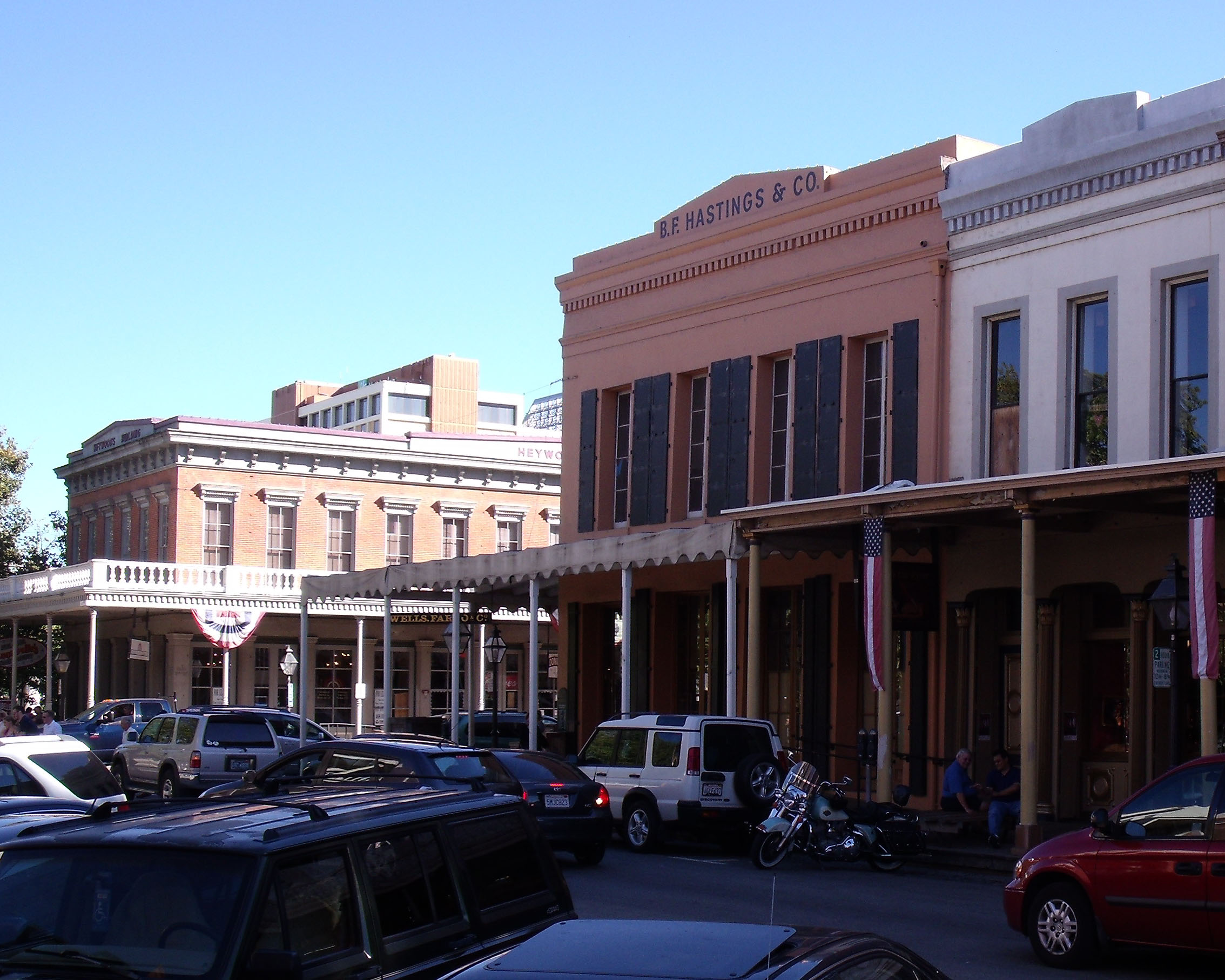
B.F. Hastings Building, zachodni przystanek poczty konnej Pony Express

Wśród budynków w Old Sacramento jest Lady Adams Building, skonstruowany przez pasażerów oraz obsługę statku Lady Adams. Przetrwawszy wielki pożar z listopada 1852 roku, Lady Adams Building jest najstarszą (poza Sutter’s Fort) ostałą strukturą w mieście.

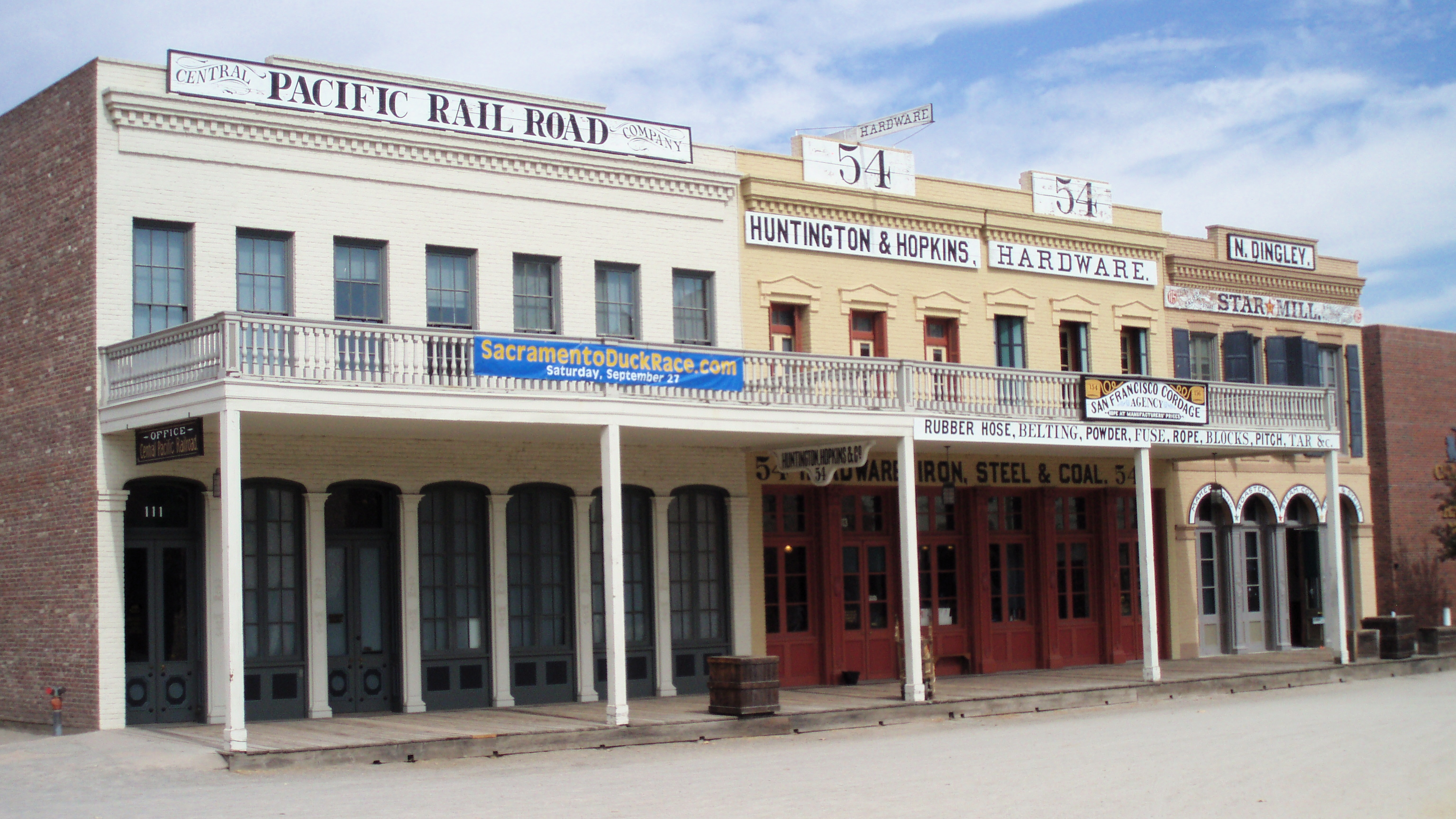
Big Four Building

W Big Four Building, wybudowanym w 1852 roku, znajdowały się biura członków tzw. „The Big Four”, czyli Collisa Huntingtona, Marka Hopkinsa, Lelanda Stanforda i Charlesa Crockera. To tutaj powołano do życia Central Pacific Railroad oraz Southern Pacific Railroad. Budynek został zniszczony w 1963 roku na rzecz konstrukcji drogi międzystanowej nr 5, jednak już dwa lata później został zrekonstruowany przy użyciu oryginalnych elementów. Obecnie Big Four Building dzierży miano Narodowego Pomnika Historycznego.
Kolejnym historycznym obiektem jest powstały w 1853 roku B.F. Hastings Building. Stanowił on jedną z pierwszych siedzib Sądu Najwyższego Kalifornii, mieścił biuro Theodore’a Judaha (pomysłodawcy Pierwszej Kolei Transkontynentalnej), a także był zachodnim przystankiem poczty konnej Pony Express. Ważnym elementem Old Sacramento pozostaje Eagle Theatre, czyli rekonstrukcja pierwszego stałego teatru w Kalifornii w jego pierwotnej lokalizacji.

### Teatr

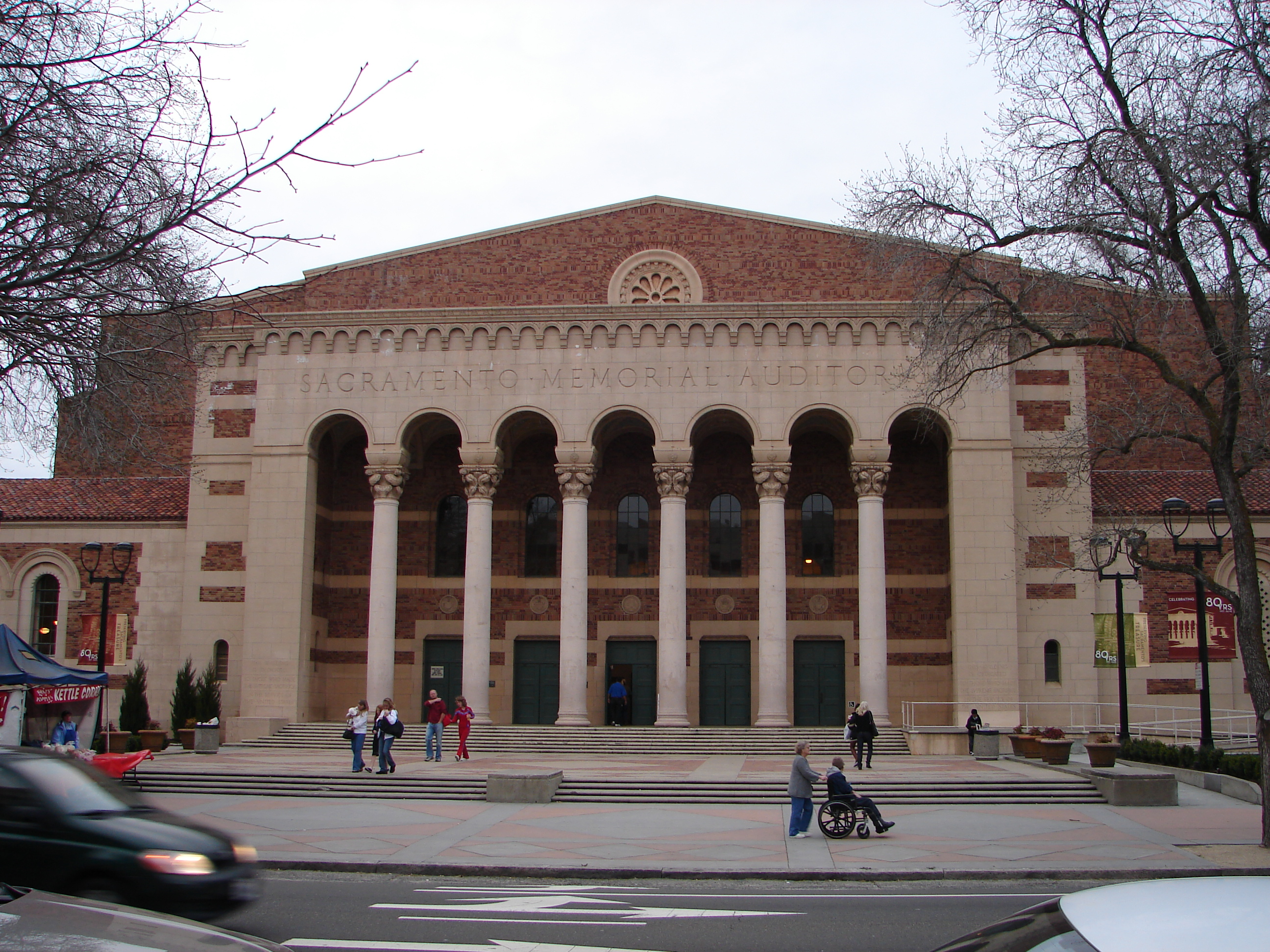
Sacramento Memorial Auditorium

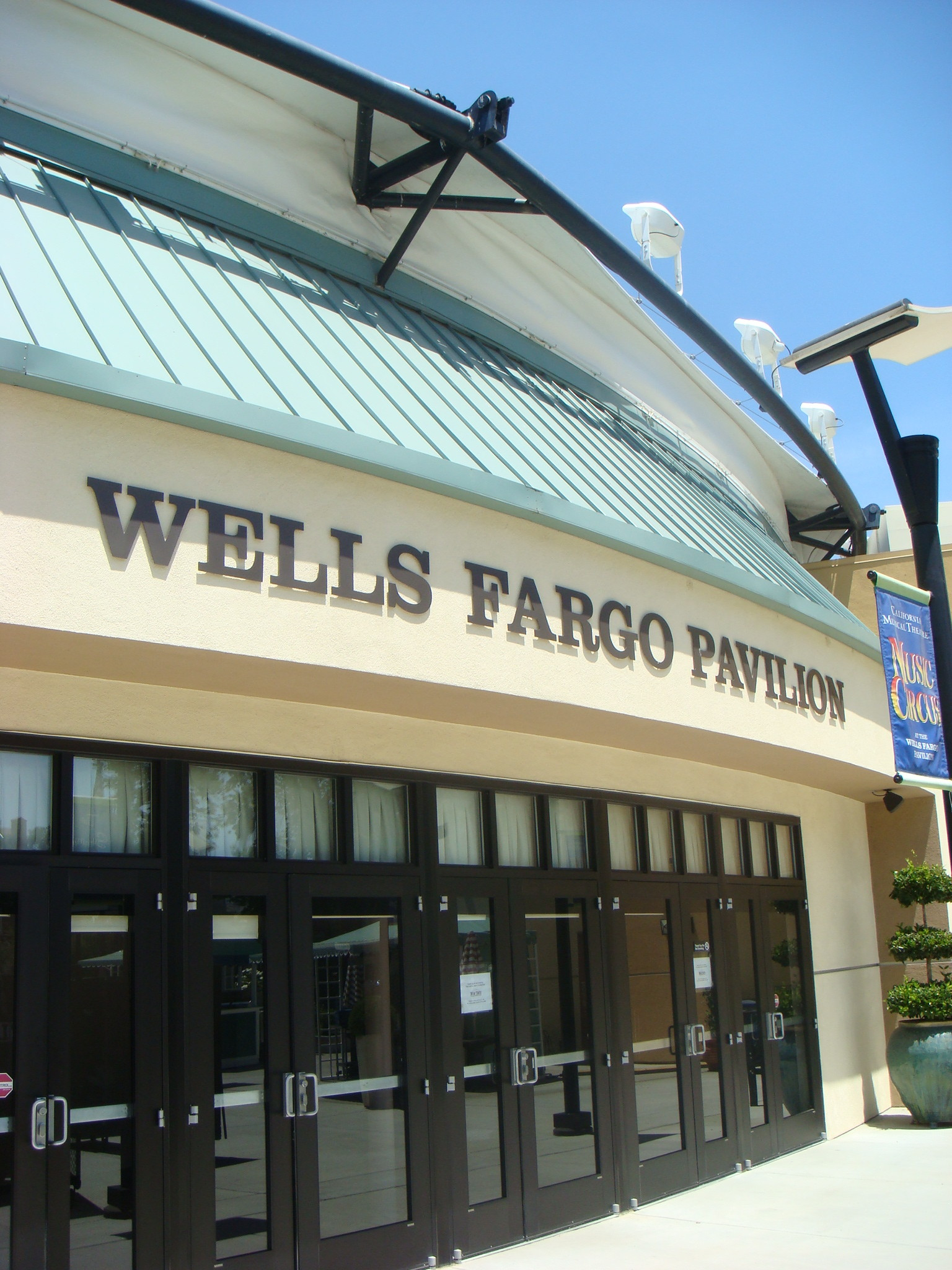
Wybudowany w 2003 roku Wells Fargo Pavilion

W Sacramento działa kilka teatrów profesjonalnych, a także około dwudziestu teatrów społecznych. Dzięki temu, Sacramento plasuje się w czołówce miast Kalifornii pod względem liczby teatrów społecznych. W kompleksie rozrywkowym Sacramento Convention Center Complex znajduje się niewielki Community Center Theatre, dysponujący 272 miejscami siedzącymi. W tymże teatrze występuje The Sacramento Ballet, Sacramento Philharmonic Orchestra oraz Sacramento Opera.
Jednym z nowszych obiektów teatralnych w mieście jest Wells Fargo Pavilion, oddany do użytku w 2003 roku, a wybudowany na fundamentach dawnego namiotu cyrku muzycznego. W okresie letnim w Sacramento swoje sztuki wystawia California Musical Theatre, natomiast już w całym roku odbywają się przedstawienia cyrku muzycznego. Począwszy od jesieni, aż do wiosny, Broadway Sacramento wystawia własne produkcje w Convention Center Theatre, zaś sztuki Sacramento Theatre Company można obejrzeć na głównej scenie Equity House Theatre. W B Street Theatre wystawiane są skierowane do mniejszej publiczności, poruszające ważniejsze tematy profesjonalne sztuki lub teatr dziecięcy.
Każdego lata w parku William Land Park odbywa się Festiwal Szekspirowski, a prezentowane w jego trakcie sztuki walczą o nagrody Elly Awards, wręczane przez Sacramento Area Regional Theatre Alliance (SARTA).

### Sztuki wizualne
W 1977 roku władze miasta powołały do życia organizację Sacramento Metropolitan Arts Commission, która wciela w życie różne programy dotyczące promocji sztuki wśród mieszkańców. Dotychczas zrealizowano takie przedsięwzięcia, jak edukacja artystyczna, sztuka w miejscach publicznych, granty i programy kulturalne lub program wspierający poetów.
Z kolei program Sacramento Second Saturday Art Walk zrzesza galerie sztuki, które w drugą niedzielę każdego miesiąca pozostają otwarte do późnej nocy, dzięki czemu lokalni mieszkańcy oraz turyści mogą zapoznać się z oryginalnymi dziełami sztuki i często osobiście porozmawiać z ich autorami.

### Muzea
W Sacramento działa kilka dużych muzeów. Jednym z najważniejszych jest Crocker Art Museum, czyli najstarsze publiczne muzeum sztuki na zachód od rzeki Missisipi. W 2010 roku zakończono trzyletni proces rozbudowy muzeum, który zwiększył jego powierzchnię trzykrotnie.
Innym ważnym obiektem jest Narodowy Pomnik Historyczny Governor’s Mansion State Historic Park, wielka wiktoriańska posiadłość, która w przeszłości była domem dla 13 gubernatorów Kalifornii. W Leland Stanford Mansion State Historic Park, gruntownie odnowionym w 2006 roku, odbywają się dyplomatyczne i biznesowe przyjęcia o randze stanowej. W mieście znajduje się The California Museum for History, Women, and the Arts, poświęcone bogatej historii stanu Kalifornia oraz wpływowi, jaki wywarł na świat innowacji, sztuki i kultury. W tymże obiekcie zlokalizowana jest ponadto California Hall of Fame. California State Railroad Museum w dzielnicy Old Sacramento oferuje historyczne ekshibicje, a także przejażdżki oryginalnymi pociągami parowymi. Natomiast Sacramento History Museum, położone w samym sercu Old Sacramento, skupia się na historii miasta, począwszy od czasów sprzed wielkiej gorączki złota, do okresu obecnego. California Automobile Museum poświęcone jest historii motoryzacji i autom produkowanym od 1880 roku; jest to jednocześnie najstarsze non-profitowe muzeum poświęcone motoryzacji w zachodnich Stanach Zjednoczonych.
Każdego roku, w pierwszą sobotę lutego, w Sacramento odbywa się Dzień Muzeów, w trakcie którego 28 muzeów w mieście oferuje darmowy wstęp. W 2009 roku w akcji uczestniczyło ponad 80 tysięcy osób.

### Muzyka i film
Sacramento słynie z rozbudowanej sceny muzyki klasycznej i jazzowej. Regularne serie koncertowe rozgrywają m.in.: Sacramento Philharmonic Orchestra, Sacramento Baroque Soloists, Sacramento Choral Society & Orchestra, Sacramento Youth Symphony, Sacramento Master Singers, Sacramento Children’s Chorus oraz Camellia Symphony. W każdy weekend święta Memorial Day w mieście odbywa się festiwal jazzowy Sacramento Jazz Jubilee.
Sacramento jest organizatorem corocznego Sacramento French Film Festival, podczas którego odbywają się amerykańskie premiery nowości oraz klasyków francuskiego kina. W lipcu ma miejsce ponadto Sacramento Japanese Film Festival, poświęcony japońskim produkcjom filmowym. Kolejne letnie festiwale, Trash Film Orgy, celebruje kino „śmieciowe”, absurdu, filmy klasy B i horrory, zaś Sacramento Horror Film Festival skupia się na wszelkiego rodzaju produkcjach poświęconych gatunkom horroru i makabry, zarówno filmowym, jak i teatralnym.

## Sport

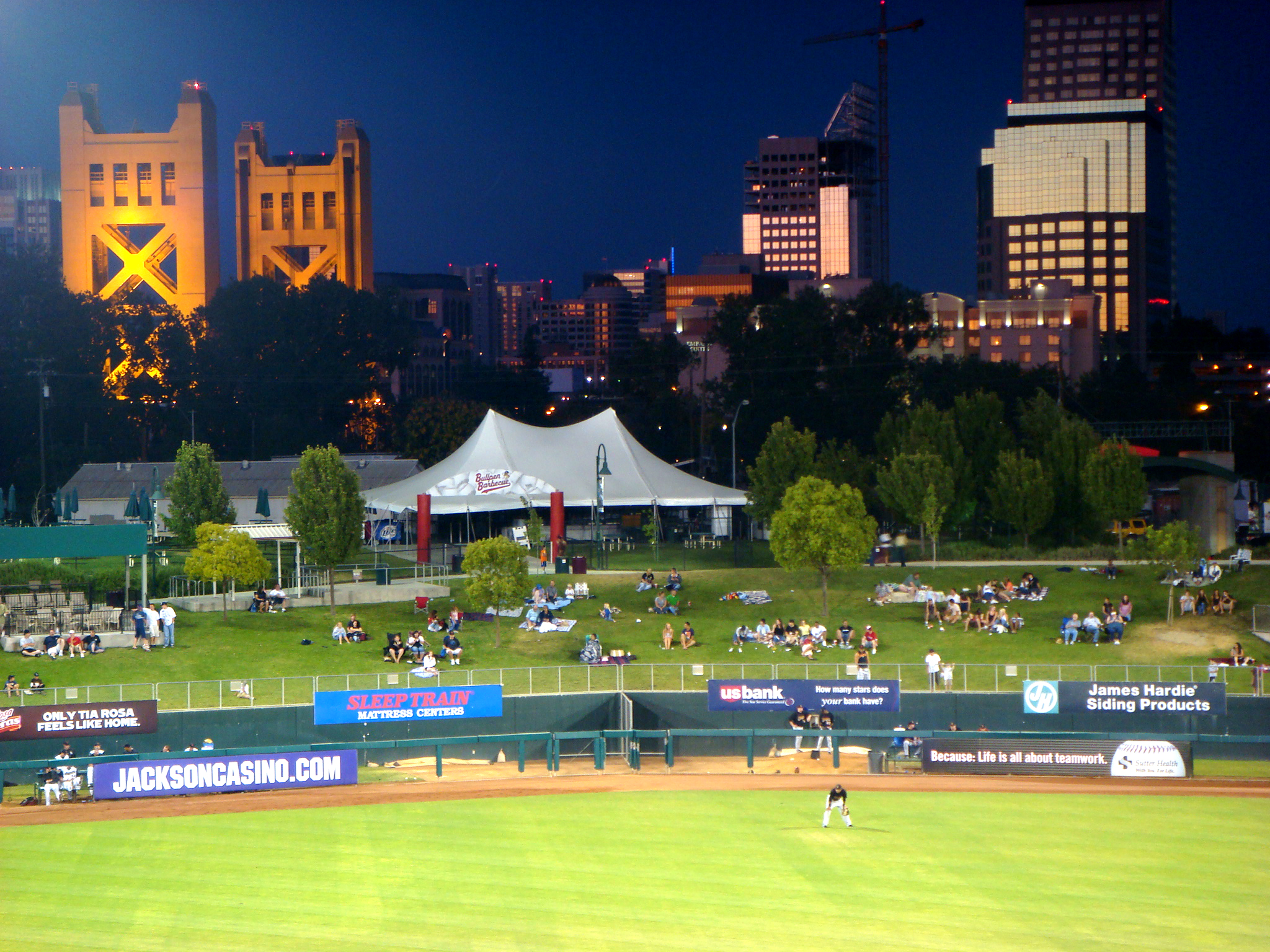
Widok na panoramę miasta z Raley Field

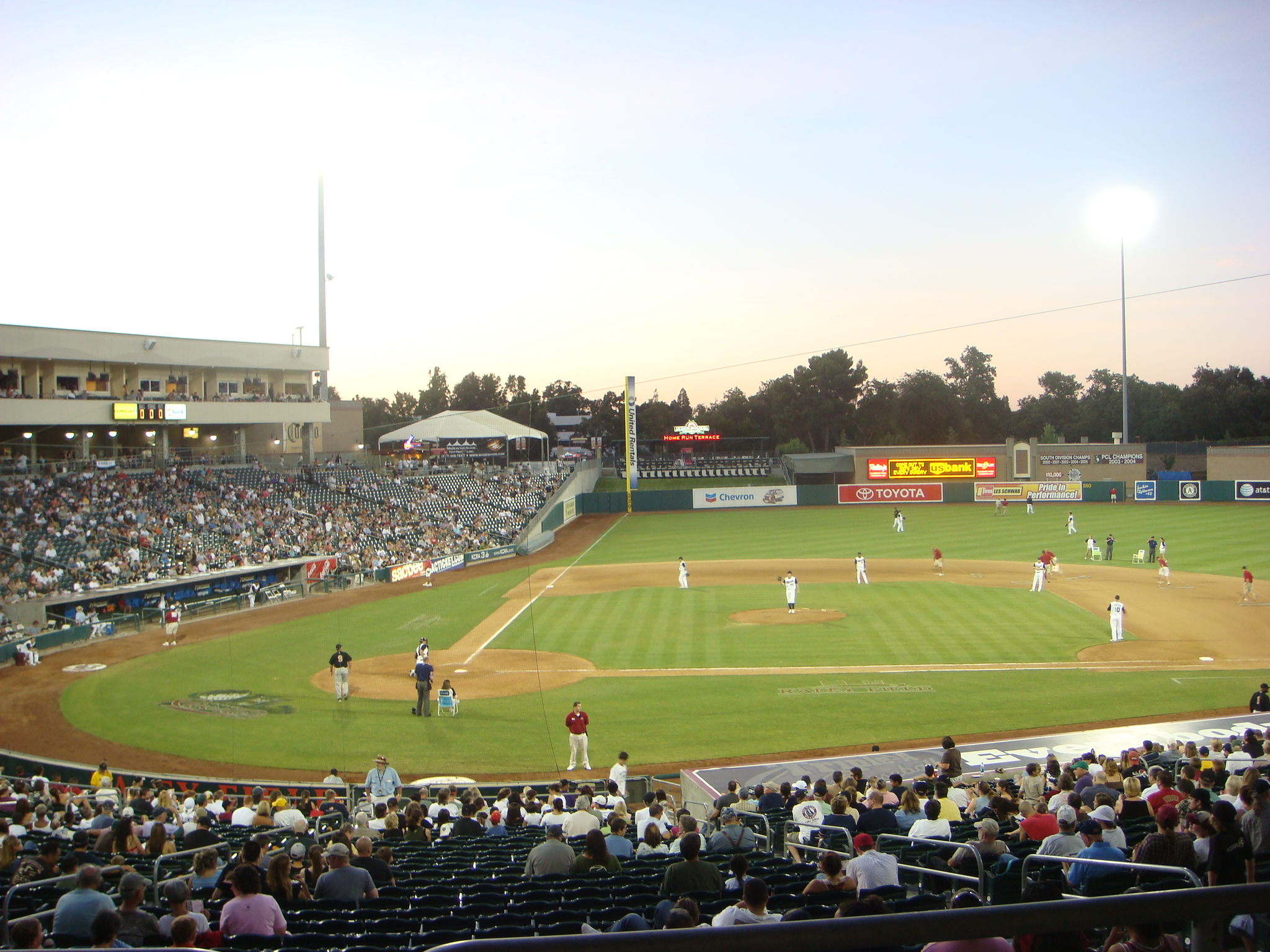
Raley Field, domowy obiekt drużyny baseballowej Sacramento River Cats

Sacramento reprezentowane jest w lidze National Basketball Association (NBA) przez Sacramento Kings. W przeszłości miasto miało swojego przedstawiciela w lidze Women’s National Basketball Association (WNBA), obecnie niefunkcjonującą już drużynę Sacramento Monarchs. Kings przeniosła się do Sacramento z Kansas City w roku 1985, zaś Monarchs była jedną z ośmiu założycielskich drużyn WNBA w 1997 roku. Monarchs zdobyła tytuł WNBA Championship w 2005 roku, stając się pierwszą profesjonalną drużyną sportową z Sacramento z mistrzostwem kraju. Pomimo sukcesów, Sacramento Monarchs została rozwiązana w listopadzie 2009 roku.
Sacramento Solons, drużyna Minor League Baseball (MLS) z dywizji Pacific Coast League, grała w Sacramento kilkukrotnie (1903, 1905, 1909–1914, 1918–1960, 1974–1976), a jej domowym obiektem był Edmonds Field. W 2000 roku miasto doczekało się kolejnego przedstawiciela w MLS za sprawą Sacramento River Cats, z domowym stadionem w postaci Raley Field.
W mieście na przestrzeni lat grało również wiele drużyn z mniejszych lig sportowych, takich jak trzy teamy futbolu amerykańskiego: Sacramento Surge z World League of American Football (WLAF) (zdobywcy World Bowl II w 1992 roku), Sacramento Gold Miners z Canadian Football League (CFL) i Sacramento Attack z Arena Football League (AFL); grająca halową piłkę nożną Sacramento Knights z Continental Indoor Soccer League (CISL); grająca hokej na rolkach Sacramento River Rats z Roller Hockey International (RHI). Obecnie w Sacramento grają natomiast Sacramento Heatwave z American Basketball Association (ABA) oraz Sacramento Mountain Lions z United Football League (UFL).
| Klub                      | Liga | Sport              | Obiekt domowy             | Data założenia | Mistrzostwa                          |
| ------------------------- | ---- | ------------------ | ------------------------- | -------------- | ------------------------------------ |
| Sacramento Kings          | NBA  | koszykówka         | Power Balance Pavilion    | 1945 (1985)    | 1 NBA, 2 NBL (jako Rochester Royals) |
| Sacramento River Cats     | PCL  | baseball           | Raley Field               | 1978 (2000)    | 2 tytuły AAA, 4 tytuły ligowe        |
| Sacramento Mountain Lions | UFL  | futbol amerykański | Raley Field               | 2009 (2010)    |                                      |
| Sacramento Capitals       | WTT  | tenis              | Allstate Stadium          | 1987           | 5                                    |
| Sacramento Heatwave       | ABA  | koszykówka         | Natomas H.S. Event Center | 2003           |                                      |
| Sacramento Gold           | NPSL | piłka nożna        | Cosumnes River College    | 2003           | 1                                    |
| Sacramento Sirens         | IWFL | futbol amerykański | Foothill High School      | 2001           | 1 tytuł WAFL, 3 tytuły IWFL          |
| F.C. Sacramento Pride     | WPSL | piłka nożna        | Lincoln High School       | 1995           |                                      |

W mieście rozgrywany jest kobiecy turniej tenisowy, pod nazwą FSP Gold River Women’s Challenger, zaliczany do rangi ITF, z pulą nagród 60 000 $.

## Miasta partnerskie
Sacramento posiada jedenaście miast partnerskich.
- Manila, Filipiny (1961)
- Matsuyama, Japonia (1981)
- Jinan, Chińska Republika Ludowa (1984)
- Hamilton, Nowa Zelandia (1988)
- Liestal, Szwajcaria (1989)
- Kiszyniów, Mołdawia (1989)
- Yongsan, Korea Południowa (1997)
- San Juan de Oriente, Nikaragua (2006)
- Pasay, Filipiny (2006)
- Aszkelon, Izrael (2009)
- Betlejem, Palestyna (2009)